# Campeonato Mundial de Ginástica Artística de 2023
O Campeonato Mundial de Ginástica Artística de 2023 foi realizado em Antuérpia, Bélgica, na Sportpaleis, de 30 de setembro a 8 de outubro de 2023. Esta foi a terceira vez que a Antuérpia sediou o evento seguindo as edições de 1903 e 2013.
O campeonato é um evento de qualificação para os Jogos Olímpicos de 2024 em Paris. As nove primeiras equipes nas qualificatórias masculinas e femininas (sem incluir equipes que se classificaram no Campeonato Mundial do ano anterior) obtiveram cinco vagas de cota para Paris como uma equipe. Além disso, muitos indivíduos se qualificaram para uma vaga nominativa para os Jogos Olímpicos.

## Qualificação e cotas
O primeiro evento de qualificação para o Campeonato Mundial de Ginástica Artística de 2023 foi a edição de 2022 do evento em Liverpool, Reino Unido, onde as 8 melhores equipes avançaram tanto no lado masculino quanto no feminino. As 32 vagas restantes (16 por gênero) por equipe foram determinadas em vários campeonatos continentais em 2023. 20 vagas foram conferidas no Campeonato Europeu de Ginástica Artística de 2023; 4 no Campeonato Asiático de Ginástica Artística de 2023 e no Campeonato Pan-Americano de Ginástica Artística de 2023; e 2 no Campeonato de Ginástica Artística da Oceania de 2023 e no Campeonato Africano de Ginástica Artística de 2023. Assim, tanto a competição masculina quanto a feminina contarão com 24 equipes.
As vagas do individual geral foram concedidas aos ginastas com classificação mais alta de nações que não avançaram com uma equipe completa para o campeonato. Essas vagas foram determinadas através do processo de campeonatos continentais, com 40 vagas masculinas e 49 femininas sendo alocadas. Como a anfitriã Bélgica se classificou como uma equipe completa em ambos os eventos, suas vagas de anfitriã foram redistribuídas pelo ranking do Campeonato Europeu, sendo concedidas ao islandês Valgard Reinhardsson e a luxemburguesa Celeste Mordenti.
Os ginastas individuais também tiveram a oportunidade de avançar para os campeonatos como especialistas de eventos por meio da série da Copa do Mundo de Ginástica Artística da FIG de 2023. Havia 8 vagas disponíveis em cada evento para indivíduos também de nações que não classificaram uma equipe. No total, foram 48 vagas para homens em seis aparelhos e 32 para mulheres em quatro aparelhos. Através de todas as vias de qualificação possíveis, 208 homens e 201 mulheres estão programados para participar da competição.

### Masculino
| Evento                                                                           | Equipes qualificadas                                                                                 |
| -------------------------------------------------------------------------------- | --- |
| Campeonato Mundial de Ginástica Artística de 2022 (8 melhores equipes)           | China · Japão · Grã-Bretanha · Itália · Estados Unidos · Espanha · Brasil · Coreia do Sul            |
| Campeonato Europeu de Ginástica Artística de 2023 (10 melhores equipes)          | Turquia · Suíça · Alemanha · França · Bélgica · Ucrânia · Hungria · Roménia · Países Baixos · Israel |
| Campeonato de Ginástica Artística da Oceania de 2023 (equipe melhor posicionada) | Austrália                                                                                            |
| Campeonato Pan-Americano de Ginástica Artística de 2023 (2 melhores equipes)     | Colômbia · Canadá                                                                                    |
| Campeonato Africano de Ginástica Artística de 2023 (equipe melhor posicionada)   | Egito                                                                                                |
| Campeonato Asiático de Ginástica Artística de 2023 (2 melhores equipes)          | Cazaquistão · Uzbequistão                                                                            |
| Total                                                                            | 24                                                                                                   |

| Evento                                                                                              | Atletas qualificados |
| --------------------------------------------------------------------------------------------------- | --- |
| Campeonato Europeu de Ginástica Artística de 2023 (23 melhores generalistas)                        | Artur Davtyan Elias Koski Robert Tvorogal Oskar Kirmes Sofus Heggemsnes Nikolaos Iliopoulos Ilias Georgiou Ricardo Rudy Harald Wibye Ivan Tikhonov Ashkab Matiev Gytis Chasazyrovas Gagik Khachikyan Sebastian Gawroński Adam Steele Michalis Chari José Nogueira Kacper Garnczarek Petar Vefić Yordan Aleksandrov Kevin Penev Daniel Bago Marcus Stenberg Lucca Bertone |
| Realocação de vaga do anfitrião (próximo melhor classificado no Campeonato Europeu)                 | Valgard Reinhardsson |
| Campeonato de Ginástica Artística da Oceania de 2023 (2 melhores generalistas)                      | Mikhail Koudinov Ethan Dick |
| Campeonato Pan-Americano de Ginástica Artística de 2023 (6 melhores generalistas)                   | Isaac Núñez Joel Álvarez Josue Perez Gines Santiago Mayol Rodrigo Gómez Diorges Escobar |
| Campeonato Africano de Ginástica Artística de 2023 (2 melhores generalistas)                        | Hillal Metidji Hamza Hossaini |
| Campeonato Asiático de Ginástica Artística de 2023 (6 melhores generalistas)                        | Carlos Yulo Văn Vĩ Lương Yeh Cheng Lee Chih-kai Usukhbayar Erkhembayar Yogeshwar Singh |
| Copa do Mundo de Ginástica Artística de 2023 — Solo (8 melhores na classificação final)             | Dominick Cunningham Filip Lidbeck Eamon Montgomery Kim Vanströem Neofytos Kyriakou Enkhtushin Damdindorj Guilherme Campos Akseli Karsikas |
| Copa do Mundo de Ginástica Artística de 2023 — Cavalo com Alças (8 melhores na classificação final) | Rhys McClenaghan Shiao Yu-jan Matvei Petrov Harutyun Merdinyan Filip Ude Ahmad Abu Al-Soud Dmitrijs Mickevičs Radomír Sliž |
| Copa do Mundo de Ginástica Artística de 2023 — Argolas (8 melhores na classificação final)          | Nikita Simonov Artur Avetisyan Vinzenz Höck Eleftherios Petrounias Yin Guan-li Vahagn Davtyan Sokratis Pilakouris Fabián de Luna |
| Copa do Mundo de Ginástica Artística de 2023 — Salto (8 melhores na classificação final)            | Shek Wai Hung Ondřej Kalný Tseng Wei-sheng Dominick Cunningham Neofytos Kyriakou Audrys Nin Reyes Juancho Miguel Besana Sebastian Sponevik |
| Copa do Mundo de Ginástica Artística de 2023 — Barras Paralelas (8 melhores na classificação final) | Ahmed-Riadh Aliouat Lin Guan-yi Stefanos Tsolakidis Audrys Nin Reyes Ričards Plate Sebastian Sponevik Fabián de Luna Quentin Brandenburger |
| Copa do Mundo de Ginástica Artística de 2023 — Barra Fixa (8 melhores na classificação final)       | Tin Srbić Ivan Dejanović Neofytos Kyriakou Marios Georgiou Ričards Plate Lin Guan-yi Juancho Miguel Besana Ahmed-Riadh Aliouat |
| Total                                                                                               | 88 (40 AA + 48 AS) |

### Feminino
| Evento                                                                            | Equipes qualificadas                                                                                      |
| --------------------------------------------------------------------------------- | --- |
| Campeonato Mundial de Ginástica Artística de 2022 (8 melhores equipes)            | Estados Unidos · Grã-Bretanha · Canadá · Brasil · Itália · China · Japão · França                         |
| Campeonato Europeu de Ginástica Artística de 2023 (10 melhores equipes)           | Países Baixos · Hungria · Roménia · Bélgica · Espanha · Alemanha · Suécia · Finlândia · Áustria · Chéquia |
| Campeonato de Ginástica Artística da Oceania de 2023 (equipe melhor classificada) | Austrália                                                                                                 |
| Campeonato Pan-Americano de Ginástica Artística de 2023 (2 melhores equipes)      | México · Argentina                                                                                        |
| Campeonato Africano de Ginástica Artística de 2023 (equipe melhor posicionada)    | África do Sul                                                                                             |
| Campeonato Asiático de Ginástica Artística de 2023 (2 melhores equipes)           | Coreia do Sul · Taipé Chinesa                                                                             |
| Total                                                                             | 24 |

| Evento                                                                                                 | Atletas qualificadas |
| --- | --- |
| Campeonato Europeu de Ginástica Artística de 2023 (23 melhores generalistas)                           | Maria Tronrud Barbora Mokošová Emma Slevin Anna Lashchevska Lucija Hribar Camille Rasmussen Anny Wu Lena Bickel Sevgi Kayışoğlu Athanasia Mesiri Ana Filipa Martins Zala Trtnik Thelma Aðalsteinsdóttir Ilona Krupa Mafalda Costa Halle Hilton Lihie Raz Mari Kanter Margrét Kristinsdóttir Bengisu Yıldız Valērija Ratiboļska Kaja Skalska Anastasija Ananjeva Joana De Freitas |
| Realocação de vaga do anfitrião (próximo melhor classificado no Campeonato Europeu)                    | Celeste Mordenti |
| Campeonato de Ginástica Artística da Oceania de 2023 (2 melhores generalistas)                         | Reece Cobb Madeleine Marshall |
| Campeonato Pan-Americano de Ginástica Artística de 2023 (11 melhores generalistas)                     | Olivia Kelly Karla Navas Ginna Escobar Betancur Alaís Perea Lynnzee Brown Makarena Pinto Adasme Yiseth Valenzuela Franchesca Santi Lana Herrera Ana Karina Méndez Anya Pilgram |
| Campeonato Africano de Ginástica Artística de 2023 (4 melhores generalistas)                           | Kaylia Nemour Jana Abdelsalam Sandra Elsadek Lahna Salem |
| Campeonato Asiático de Ginástica Artística de 2023 (8 melhores generalistas)                           | Rifda Irfanaluthfi Aleah Finnegan Dildora Aripova Milka Gehani Aida Bauyrzhanova Nadine Joy Nathan Kylee Kvamme Emma Yap |
| Copa do Mundo de Ginástica Artística de 2023 — Salto (8 melhores na classificação final)               | Darya Yassinskaya Nazanin Teymurova Julie Erichsen Hillary Heron Katrīna Jureviča Bilge Tarhan Gulnaz Jumabekova Amina Khalimarden |
| Copa do Mundo de Ginástica Artística de 2023 — Barras Assimétricas (8 melhores na classificação final) | Yelyzaveta Hubareva Jana Mahmoud Julie Erichsen Magdalini Tsiori Zarith Khalid Hillary Heron Ameera Hariadi Derin Tanrıyaşükür |
| Copa do Mundo de Ginástica Artística de 2023 — Trave (8 melhores na classificação final)               | Nazanin Teymurova Yelyzaveta Hubareva Marie Rønbeck Angel Hiu Ying Wong Marta Pihan-Kulesza Mariana Parente Tina Zelčić Hillary Heron |
| Copa do Mundo de Ginástica Artística de 2023 — Solo (8 melhores na classificação final)                | Nazanin Teymurova Elvira Katsali Hillary Heron Darya Yassinskaya Trần Đoàn Quỳnh Nam Marie Rønbeck Mariana Parente Samira Gahramanova |
| Total                                                                                                  | 81 (49 AA + 32 AS) |

1. 1 2 3 4 5 6 7 8 9 10  Os ginastas que avançaram na série da Copa do Mundo da FIG só podem competir no(s) evento(s) em que se qualificaram, de acordo com as regras da FIG.

### Escalações de equipes

#### Masculino
| Equipe qualificada | Ginastas |
| ------------------ | --- |
| Japão              | Kenta Chiba Daiki Hashimoto Kazuma Kaya Kazuki Minami Kaito Sugimoto Reserva: Teppei Miwa                              |
| Grã-Bretanha       | James Hall Harry Hepworth Jake Jarman Courtney Tulloch Max Whitlock Reserva: Luke Whitehouse                           |
| Estados Unidos     | Asher Hong Paul Juda Yul Moldauer Fred Richard Khoi Young Reserva: Colt Walker                                         |
| China              | Liu Yang Shi Cong Su Weide Sun Wei You Hao Reserva: Yang Jiaxing                                                       |
| Itália             | Yumin Abbadini Nicola Bartolini Lorenzo Minh Casali Matteo Levantesi Mario Macchiati Reserva: Lorenzo Bonicelli        |
| Espanha            | Néstor Abad Thierno Diallo Nicolau Mir Joel Plata Rayderley Zapata Reserva: Adriá Vera                                 |
| Brasil             | Yuri Guimarães Arthur Mariano Bernardo Miranda Patrick Sampaio Diogo Soares Reserva: Tomás Rodrigues ou Arthur Zanetti |
| Coreia do Sul      | Kim Jae-ho Lee Jung-hyo Lee Jun-ho Ryu Sung-hyun Seo Jung-won Reserva: Kan Hyun-bae                                    |
| Turquia            | Ferhat Arıcan Adem Asil Emre Dodanli Mehmet Ayberk Kosak Ahmet Önder Reserva: Kerem Şener                              |
| Suíça              | Christian Baumann Luca Giubellini Florian Langenegger Noe Seifert Taha Serhani                                         |
| Alemanha           | Pascal Brendel Lukas Dauser Nils Dunkel Nick Klessing Lucas Kochan Reserva: Andreas Toba                               |
| França             | Kevin Carvalho Lucas Desanges Benjamin Osberger Léo Saladino Jim Zona Reserva: Cameron-Lie Bernard                     |
| Bélgica            | Nicola Cuyle Glen Cuyle Maxime Gentges Noah Kuavita Luka van den Keybus Reserva: Victor Martinez                       |
| Ucrânia            | Nazar Chepurnyi Illia Kovtun Igor Radivilov Radomyr Stelmakh Oleg Verniaiev Reserva: Pantely Kolodii                   |
| Hungria            | Krisztián Balázs Balázs Kiss Krisztofer Mészáros Botond Molnár Benedek Tomcsányi Reserva: Szabolcs Bátori              |
| Roménia            | Robert Burtănete Roland Modoianu Andrei Muntean Emilian Neagu Nicholas Tarca Reserva: Gabriel Burtănete                |
| Países Baixos      | Loran de Munck Bart Deurloo Jermain Grünberg Jordi Hagenaar Casimir Schmidt Reserva: Martijn de Veer                   |
| Israel             | Artem Dolgopyat Pavel Gulidov Ilia Liubimov Alexander Myakinin Uri Zeidel Reserva: Eliran Ioscovich                    |
| Austrália          | Tyson Bull James Hardy Clay Mason Stephens Mitchell Morgans Vedant Sawant Reserva: Jesse Moore                         |
| Egito              | Ahmed Abdelrahman Mohamed Afify Ahmed Elmaraghy Zaid Khater Omar Mohamed Reserva: Abdelrahman Mahmoud                  |
| Colômbia           | Dilan Jimenez Juan Larrahondo Manuel Martinez Andres Martinez Sergio Vargas                                            |
| Canadá             | Zachary Clay René Cournoyer Félix Dolci William Emard Jayson Rampersad Reserva: Ioannis Chronopoulos                   |
| Cazaquistão        | Ilyas Azizov Milad Karimi Nariman Kurbanov Dmitriy Patanin Diyas Toishybek Reserva: Emil Akhmejanov                    |
| Uzbequistão        | Rasuljon Abdurakhimov Abdulla Azimov Khabibullo Ergashev Utkirbek Juraev Abdulaziz Mirvaliev                           |

#### Feminino
| Equipe qualificada | Ginastas |
| ------------------ | --- |
| Estados Unidos     | Simone Biles Skye Blakely Shilese Jones Joscelyn Roberson Leanne Wong Reserva: Kayla DiCello                           |
| Grã-Bretanha       | Ondine Achampong Ruby Evans Georgia-Mae Fenton Jessica Gadirova Alice Kinsella Reserva: Poppy-Grace Stickler           |
| Canadá             | Ellie Black Cassie Lee Ava Stewart Aurélie Tran Rose-Kaying Woo Reserva: Frédérique Sgarbossa                          |
| Brasil             | Rebeca Andrade Jade Barbosa Lorrane Oliveira Flávia Saraiva Júlia Soares Reserva: Carolyne Pedro                       |
| Itália             | Angela Andreoli Arianna Belardelli Alice D'Amato Manila Esposito Elisa Iorio Reserva: Veronica Mandriota               |
| China              | Huang Zhuofan Ou Yushan Qiu Qiyuan Zhang Qingying Zhou Yaqin Reserva: Wu Ran                                           |
| Japão              | Urara Ashikawa Kokoro Fukasawa Hatakeda Chiaki Kishi Rina Shoko Miyata Reserva: Ayaka Sakaguchi                        |
| França             | Marine Boyer Lorette Charpy Mélanie de Jesus dos Santos Coline Devillard Morgane Osyssek-Reimer Reserva: Djenna Laroui |
| Países Baixos      | Eythora Thorsdottir Vera van Pol Sanna Veerman Naomi Visser Sanne Wevers Reserva: Tisha Volleman                       |
| Hungria            | Csenge Bácskay Lili Czifra Gréta Mayer Zója Székely Nikolett Szilágyi                                                  |
| Roménia            | Ana Bărbosu Lilia Cosman Amalia Ghigoarta Andreea Preda Sabrina Voinea Reserva: Ella Oprea                             |
| Bélgica            | Maellyse Brassart Fien Enghels Erika Pinxten Yléa Tollet Jutta Verkest Reserva: Margaux Dandois                        |
| Espanha            | Laura Casabuena Laia Font Ana Pérez Alba Petisco Sara Pinilla Reserva: Laia Masferrer                                  |
| Alemanha           | Meolie Jauch Lea Marie Quaas Pauline Schäfer Karina Schönmaier Sarah Voss Reserva: Emma Malewski                       |
| Suécia             | Alva Eriksson Elina Grawin Tonya Paulsson Emelie Westlund Jennifer Williams Reserva: Maya Ståhl                        |
| Finlândia          | Misella Antila Malla Montell Adeliina Siikala Kaia Tanskanen Olivia Vättö Reserva: Ada Hautala                         |
| Áustria            | Leni Bohle Bianca Frysak Selina Kickinger Carina Kröll Charlize Mörz Reserva: Jasmin Mader or Elisa Hämmerle           |
| Chéquia            | Sona Artamonova Klara Peterkova Dominika Ponizilova Lucie Trnkova Alice Vlkova                                         |
| Austrália          | Georgia Godwin Kate McDonald Ruby Pass Breanna Scott Emily Whitehead Reserva: Macy Pegoli                              |
| África do Sul      | Caleigh Anders Naveen Daries Shanté Koti Garcelle Napier Caitlin Rooskrantz                                            |
| México             | Paulina Campos Natalia Escalera Cassandra Loustalot Alexa Moreno Ahtziri Sandoval Reserva: Greys Briceño               |
| Argentina          | Brisa Carraro Milagros Curti Lucila Estarli Nicole Iribarne Leila Martinez                                             |
| Coreia do Sul      | Eom Do-hyun Lee Da-yeong Lee Yun-seo Shin Sol-yi Yeo Seo-jeong                                                         |
| Taipé Chinesa      | Lai Pin-ju Liao Yi-chun Lin Yi-chen Ting Hua-tien Wu Sing-fen Reserva: Huang Tzu-hsing                                 |

## Calendário da competição
| Data                                  | Sessão                           | Horário       | Subdivisões |
| ------------------------------------- | -------------------------------- | ------------- | --- |
| Sábado, 30 de setembro                | Qualificatória Masculina         | 10:00 - 11:50 | MAG: Subdivisão 1 Turquia, Grupo de Generalistas 3, Grã-Bretanha, Cazaquistão, Brasil, Grupo de Generalistas 8                  |
| Sábado, 30 de setembro                | Qualificatória Masculina         | 12:15 - 14:05 | MAG: Subdivisão 2 Grupo de Especialistas de Aparelhos 1, Israel, Japão, Ucrânia, Bélgica, Grupo de Especialistas de Aparelhos 2 |
| Sábado, 30 de setembro                | Qualificatória Masculina         | 16:00 - 17:50 | MAG: Subdivisão 3 Austrália, Estados Unidos, Grupo de Generalistas 6, Grupo de Generalistas 5, Uzbequistão, Romênia             |
| Sábado, 30 de setembro                | Qualificatória Masculina         | 18:15 - 20:05 | MAG: Subdivisão 4 Espanha, Grupo de Generalistas 4, Países Baixos, China, Grupo de Generalistas 10, Alemanha                    |
| Domingo, 1 de outubro                 | Qualificatória Masculina         | 10:00 - 11:50 | MAG: Subdivisão 5 Egito, Canadá, Grupo de Generalistas 9, Colômbia, Suíça, Grupo de Generalistas 7                              |
| Domingo, 1 de outubro                 | Qualificatória Masculina         | 12:15 - 14:05 | MAG: Subdivisão 6 Itália, Coreia do Sul, França, Grupo de Generalistas 1, Grupo de Generalistas 2, Hungria                      |
| Domingo, 1 de outubro                 | Qualificatória Feminina          | 16:00 - 17:20 | WAG: Subdivisão 1 Itália, Países Baixos, Grupo de Especialistas de Aparelhos 2, Grupo de Especialistas de Aparelhos 1           |
| Domingo, 1 de outubro                 | Qualificatória Feminina          | 17:45 - 19:05 | WAG: Subdivisão 2 Taipé Chinês, Estados Unidos, Grupo de Generalistas 4, Grupo de Generalistas 7                                |
| Domingo, 1 de outubro                 | Qualificatória Feminina          | 19:30 - 20:50 | WAG: Subdivisão 3 Grupo de Generalistas 2, Grã-Bretanha, Coreia do Sul, África do Sul                                           |
| Segunda-feira, 2 de outubro           | Qualificatória Feminina          | 10:00 - 11:20 | WAG: Subdivisão 4 Grupo de Generalistas 1, Espanha, Bálgica, Romênia                                                            |
| Segunda-feira, 2 de outubro           | Qualificatória Feminina          | 11:30 - 12:50 | WAG: Subdivisão 5 México, Grupo de Generalistas 9, Suécia, Grupo de Generalistas 3                                              |
| Segunda-feira, 2 de outubro           | Qualificatória Feminina          | 13:00 - 14:20 | WAG: Subdivisão 6 Grupo de Generalistas 6, Austrália, Brasil, Grupo de Generalistas 12                                          |
| Segunda-feira, 2 de outubro           | Qualificatória Feminina          | 16:15 - 17:35 | WAG: Subdivisão 7 Grupo de Generalistas 10, Áustria, Grupo de Generalistas 5, Canadá                                            |
| Segunda-feira, 2 de outubro           | Qualificatória Feminina          | 17:45 - 19:05 | WAG: Subdivisão 8 Alemanha, Hungria, Finlândia, Grupo de Generalistas 13                                                        |
| Segunda-feira, 2 de outubro           | Qualificatória Feminina          | 19:45 - 21:05 | WAG: Subdivisão 9 Japão, República Tcheca, Argentina, Grupo de Generalistas 8                                                   |
| Segunda-feira, 2 de outubro           | Qualificatória Feminina          | 21:15 - 22:35 | WAG: Subdivisão 10 França, Grupo de Generalistas 14, Grupo de Generalistas 11, China                                            |
| Terça-feira, 3 de outubro             | Final por Equipes Masculina      | 19:30 - 22:45 | Top 8 da qualificatória |
| Quarta-feira, 4 de outubro            | Final por Equipes Feminina       | 19:30 - 22:05 | Top 8 da qualificatória |
| Quinta-feira, 5 de outubro            | Final Individual Geral Masculina | 19:30 - 22:40 | Top 24 da qualificatória |
| Sexta-feira, 6 de outubro             | Final Individual Geral Feminina  | 19:30 - 22:00 | Top 24 da qualificatória |
| Sábado, 7 de outubro                  | Finais por Aparelhos             | 14:00 - 18:00 | MAG: Solo, Cavalo com alças, Argolas                                                                                            |
| Sábado, 7 de outubro                  | Finais por Aparelhos             | 14:00 - 18:00 | WAG: Salto, Barras assimétricas                                                                                                 |
| Domingo, 8 de outubro                 | Finais por Aparelhos             | 14:00 - 18:00 | MAG: Salto, Barras paralelas, Barra fixa                                                                                        |
| Domingo, 8 de outubro                 | Finais por Aparelhos             | 14:00 - 18:00 | WAG: Trave de equilíbrio, Solo                                                                                                  |
| Listado no horário local (UTC+02:00). |                                  |               | |

## Resumo de medalhas

### Medalhistas
Nomes com um asterisco (*) indicam o suplente da equipe.
| Evento              | Ouro | Prata | Bronze |
| Masculino           | Masculino | Masculino                                                                                                  | Masculino |
| ------------------- | --- | --- | --- |
| Equipes             | Japão · Kenta Chiba · Daiki Hashimoto · Kazuma Kaya · Kazuki Minami · Kaito Sugimoto · Teppei Miwa             | China · Lin Chaopan · Liu Yang · Su Weide · Sun Wei · You Hao · Shi Cong                                   | Estados Unidos · Asher Hong · Paul Juda · Yul Moldauer · Fred Richard · Khoi Young · Colt Walker                          |
| Individual geral    | Daiki Hashimoto                                                                                                | Illia Kovtun                                                                                               | Fred Richard |
| Solo                | Artem Dolgopyat                                                                                                | Kazuki Minami                                                                                              | Milad Karimi |
| Cavalo com alças    | Rhys McClenaghan                                                                                               | Khoi Young                                                                                                 | Ahmad Abu Al-Soud |
| Argolas             | Liu Yang | Eleftherios Petrounias                                                                                     | You Hao |
| Salto               | Jake Jarman | Khoi Young                                                                                                 | Nazar Chepurnyi |
| Barras paralelas    | Lukas Dauser                                                                                                   | Shi Cong                                                                                                   | Kaito Sugimoto |
| Barra fixa          | Daiki Hashimoto                                                                                                | Tin Srbić                                                                                                  | Su Weide |
| Feminino            | | | |
| Equipes             | Estados Unidos · Simone Biles · Skye Blakely · Shilese Jones · Joscelyn Roberson · Leanne Wong · Kayla DiCello | Brasil · Rebeca Andrade · Jade Barbosa · Lorrane Oliveira · Flávia Saraiva · Júlia Soares · Carolyne Pedro | França · Marine Boyer · Lorette Charpy · Mélanie de Jesus dos Santos · Coline Devillard · Morgane Osyssek · Djenna Laroui |
| Individual geral    | Simone Biles                                                                                                   | Rebeca Andrade                                                                                             | Shilese Jones |
| Salto               | Rebeca Andrade                                                                                                 | Simone Biles                                                                                               | Yeo Seo-jeong |
| Barras assimétricas | Qiu Qiyuan | Kaylia Nemour                                                                                              | Shilese Jones |
| Trave               | Simone Biles                                                                                                   | Zhou Yaqin                                                                                                 | Rebeca Andrade |
| Solo                | Simone Biles                                                                                                   | Rebeca Andrade                                                                                             | Flávia Saraiva |

### Quadro de medalhas

#### Geral
*   país anfitrião (Bélgica)
| Pos.                | País                | Ouro | Prata | Bronze | Total |
| ------------------- | ------------------- | ---- | ----- | ------ | ----- |
| 1                   | Estados Unidos      | 4    | 3     | 4      | 11    |
| 2                   | Japão               | 3    | 1     | 1      | 5     |
| 3                   | China               | 2    | 3     | 2      | 7     |
| 4                   | Brasil              | 1    | 3     | 2      | 6     |
| 5                   | Alemanha            | 1    | 0     | 0      | 1     |
| 5                   | Grã-Bretanha        | 1    | 0     | 0      | 1     |
| 5                   | Irlanda             | 1    | 0     | 0      | 1     |
| 5                   | Israel              | 1    | 0     | 0      | 1     |
| 9                   | Ucrânia             | 0    | 1     | 1      | 2     |
| 10                  | Argélia             | 0    | 1     | 0      | 1     |
| 10                  | Croácia             | 0    | 1     | 0      | 1     |
| 10                  | Grécia              | 0    | 1     | 0      | 1     |
| 13                  | Cazaquistão         | 0    | 0     | 1      | 1     |
| 13                  | Coreia do Sul       | 0    | 0     | 1      | 1     |
| 13                  | França              | 0    | 0     | 1      | 1     |
| 13                  | Jordânia            | 0    | 0     | 1      | 1     |
| Total (16 entradas) | Total (16 entradas) | 14   | 14    | 14     | 42    |

#### Masculino
*   país anfitrião (Bélgica)
| Pos.                | País                | Ouro | Prata | Bronze | Total |
| ------------------- | ------------------- | ---- | ----- | ------ | ----- |
| 1                   | Japão               | 3    | 1     | 1      | 5     |
| 2                   | China               | 1    | 2     | 2      | 5     |
| 3                   | Alemanha            | 1    | 0     | 0      | 1     |
| 3                   | Grã-Bretanha        | 1    | 0     | 0      | 1     |
| 3                   | Irlanda             | 1    | 0     | 0      | 1     |
| 3                   | Israel              | 1    | 0     | 0      | 1     |
| 7                   | Estados Unidos      | 0    | 2     | 2      | 4     |
| 8                   | Ucrânia             | 0    | 1     | 1      | 2     |
| 9                   | Croácia             | 0    | 1     | 0      | 1     |
| 9                   | Grécia              | 0    | 1     | 0      | 1     |
| 11                  | Cazaquistão         | 0    | 0     | 1      | 1     |
| 11                  | Jordânia            | 0    | 0     | 1      | 1     |
| Total (12 entradas) | Total (12 entradas) | 8    | 8     | 8      | 24    |

#### Feminino
*   país anfitrião (Bélgica)
| Pos.               | País               | Ouro | Prata | Bronze | Total |
| ------------------ | ------------------ | ---- | ----- | ------ | ----- |
| 1                  | Estados Unidos     | 4    | 1     | 2      | 7     |
| 2                  | Brasil             | 1    | 3     | 2      | 6     |
| 3                  | China              | 1    | 1     | 0      | 2     |
| 4                  | Argélia            | 0    | 1     | 0      | 1     |
| 5                  | Coreia do Sul      | 0    | 0     | 1      | 1     |
| 5                  | França             | 0    | 0     | 1      | 1     |
| Total (6 entradas) | Total (6 entradas) | 6    | 6     | 6      | 18    |

## Resultados masculinos

### Equipes
| Pos. | Equipe              |            |            |            |            |            |            | Total   |
| ---- | ------------------- | ---------- | ---------- | ---------- | ---------- | ---------- | ---------- | ------- |
| 1    | Japão               | 41.666 (4) | 41.532 (1) | 41.499 (3) | 44.533 (2) | 44.432 (1) | 41.932 (1) | 255.594 |
| 1    | Kenta Chiba         | 12.933     | 13.066     | 13.766     |            |            | 13.566     | 255.594 |
| 1    | Daiki Hashimoto     | 14.300     | 14.266     |            | 14.900     | 14.866     | 14.366     | 255.594 |
| 1    | Kazuma Kaya         |            | 14.200     | 14.033     | 14.633     | 14.733     | 14.000     | 255.594 |
| 1    | Kazuki Minami       | 14.433     |            |            | 15.000     |            |            | 255.594 |
| 1    | Kaito Sugimoto      |            |            | 13.700     |            | 14.833     |            | 255.594 |
| 2    | China               | 41.933 (3) | 40.866 (2) | 43.832 (1) | 43.299 (4) | 44.365 (2) | 39.499 (5) | 253.794 |
| 2    | Liu Yang            |            |            | 15.000     |            |            |            | 253.794 |
| 2    | Su Weide            | 14.100     |            |            | 14.700     |            | 11.166     | 253.794 |
| 2    | Sun Wei             | 14.033     | 14.266     | 13.966     | 14.866     | 14.733     | 14.200     | 253.794 |
| 2    | Lin Chaopan         | 13.800     | 13.200     |            | 13.733     | 14.666     | 14.133     | 253.794 |
| 2    | You Hao             |            | 13.400     | 14.866     |            | 14.966     |            | 253.794 |
| 3    | Estados Unidos      | 42.698 (1) | 39.633 (6) | 41.466 (4) | 44.166 (3) | 43.166 (3) | 41.299 (3) | 252.428 |
| 3    | Asher Hong          | 13.966     |            | 14.000     | 15.100     | 14.200     |            | 252.428 |
| 3    | Paul Juda           |            |            | 13.600     | 14.400     |            | 13.933     | 252.428 |
| 3    | Yul Moldauer        | 14.366     | 13.533     | 13.866     |            | 14.933     |            | 252.428 |
| 3    | Fred Richard        | 14.366     | 12.500     |            |            | 14.033     | 14.533     | 252.428 |
| 3    | Khoi Young          |            | 13.600     |            | 14.666     |            | 12.833     | 252.428 |
| 4    | Grã-Bretanha        | 41.299 (6) | 40.432 (4) | 41.666 (2) | 44.599 (1) | 42.432 (4) | 39.033 (7) | 249.461 |
| 4    | James Hall          | 13.966     | 11.933     | 13.466     |            | 14.466     | 12.433     | 249.461 |
| 4    | Harry Hepworth      | 12.800     |            | 14.100     | 14.866     |            |            | 249.461 |
| 4    | Jake Jarman         | 14.533     | 13.233     |            | 15.400     | 14.166     | 13.200     | 249.461 |
| 4    | Courtney Tulloch    |            |            | 14.100     | 14.333     |            |            | 249.461 |
| 4    | Max Whitlock        |            | 15.266     |            |            | 13.800     | 13.400     | 249.461 |
| 5    | Suíça               | 39.399 (8) | 40.165 (5) | 39.899 (7) | 42.299 (7) | 41.232 (6) | 41.432 (2) | 244.426 |
| 5    | Christian Baumann   |            |            | 13.566     |            | 14.133     | 13.866     | 244.426 |
| 5    | Luca Giubellini     | 12.033     | 13.166     |            | 14.433     |            |            | 244.426 |
| 5    | Florian Langenegger | 13.766     | 13.433     | 13.000     | 14.233     |            |            | 244.426 |
| 5    | Noe Seifert         | 13.600     | 13.566     | 13.333     |            | 14.033     | 13.800     | 244.426 |
| 5    | Taha Serhani        |            |            |            | 13.633     | 13.066     | 13.766     | 244.426 |
| 6    | Alemanha            | 41.466 (5) | 40.532 (3) | 40.332 (6) | 41.432 (8) | 41.198 (7) | 39.066 (6) | 244.026 |
| 6    | Pascal Brendel      | 14.000     | 13.566     | 12.766     | 14.100     | 13.566     | 13.800     | 244.026 |
| 6    | Lukas Dauser        |            |            |            |            | 15.366     | 13.266     | 244.026 |
| 6    | Nils Dunkel         |            | 13.466     | 13.700     |            |            |            | 244.026 |
| 6    | Nick Klessing       | 14.100     |            | 13.866     | 12.966     |            |            | 244.026 |
| 6    | Lucas Kochan        | 13.366     | 13.500     |            | 14.366     | 12.266     | 12.000     | 244.026 |
| 7    | Canadá              | 40.166 (7) | 39.066 (7) | 41.066 (5) | 42.766 (6) | 41.799 (5) | 38.165 (8) | 243.028 |
| 7    | Zachary Clay        |            | 14.200     |            |            |            |            | 243.028 |
| 7    | René Cournoyer      | 12.600     | 11.033     | 13.533     | 14.400     | 13.666     | 13.866     | 243.028 |
| 7    | Félix Dolci         | 14.033     |            | 13.733     | 14.333     | 14.100     | 14.033     | 243.028 |
| 7    | William Émard       | 13.533     |            | 13.800     | 14.033     | 14.033     | 10.266     | 243.028 |
| 7    | Jayson Rampersad    |            | 13.833     |            |            |            |            | 243.028 |
| 8    | Itália              | 41.999 (2) | 36.499 (8) | 39.899 (7) | 43.299 (4) | 39.432 (8) | 40.032 (4) | 241.160 |
| 8    | Yumin Abbadini      | 13.900     | 12.733     | 13.266     |            |            | 14.033     | 241.160 |
| 8    | Nicola Bartolini    | 14.033     | 13.133     |            | 14.566     |            |            | 241.160 |
| 8    | Lorenzo Minh Casali | 14.066     |            | 13.500     | 14.400     | 12.900     |            | 241.160 |
| 8    | Matteo Levantesi    |            |            |            |            | 12.366     | 13.166     | 241.160 |
| 8    | Mario Macchiati     |            | 10.633     | 13.133     | 14.333     | 14.166     | 12.833     | 241.160 |

### Individual geral
| Pos. | Ginasta             |        |        |        |        |        |        | Total  |
| ---- | ------------------- | ------ | ------ | ------ | ------ | ------ | ------ | ------ |
| 1    | Daiki Hashimoto     | 13.466 | 14.366 | 14.000 | 15.000 | 14.800 | 14.500 | 86.132 |
| 2    | Illia Kovtun        | 14.000 | 14.300 | 13.133 | 14.333 | 15.166 | 14.066 | 84.998 |
| 3    | Fred Richard        | 14.633 | 13.733 | 13.500 | 14.566 | 14.600 | 13.300 | 84.332 |
| 4    | Kenta Chiba         | 13.966 | 14.800 | 13.733 | 13.666 | 14.666 | 12.633 | 83.464 |
| 5    | Milad Karimi        | 14.366 | 13.000 | 12.966 | 14.233 | 14.100 | 14.266 | 82.931 |
| 6    | Yumin Abbadini      | 13.866 | 13.800 | 13.300 | 13.900 | 13.933 | 14.033 | 82.832 |
| 7    | Sun Wei             | 13.333 | 12.300 | 14.266 | 14.166 | 14.400 | 14.233 | 82.698 |
| 8    | Noe Seifert         | 13.833 | 13.566 | 13.366 | 14.100 | 14.766 | 12.800 | 82.431 |
| 9    | James Hall          | 13.600 | 13.300 | 13.566 | 13.733 | 14.666 | 13.466 | 82.331 |
| 10   | Diogo Soares        | 13.000 | 13.600 | 13.066 | 14.100 | 14.266 | 13.800 | 81.832 |
| 11   | Krisztofer Mészáros | 14.266 | 13.500 | 13.366 | 14.300 | 12.533 | 13.700 | 81.665 |
| 12   | René Cournoyer      | 13.566 | 12.600 | 13.766 | 13.700 | 13.933 | 13.800 | 81.365 |
| 13   | Jake Jarman         | 14.500 | 13.433 | 12.900 | 15.433 | 12.766 | 12.166 | 81.198 |
| 14   | Florian Langenegger | 13.433 | 13.466 | 12.900 | 14.233 | 13.866 | 13.033 | 80.931 |
| 15   | Mario Macchiati     | 13.466 | 13.433 | 13.100 | 14.466 | 13.200 | 13.000 | 80.665 |
| 16   | Lukas Dauser        | 11.966 | 13.033 | 12.933 | 13.733 | 15.400 | 13.366 | 80.431 |
| 17   | Casimir Schmidt     | 14.000 | 13.266 | 12.800 | 14.300 | 12.933 | 13.000 | 80.299 |
| 18   | Ilia Liubimov       | 13.200 | 13.700 | 12.400 | 13.966 | 13.533 | 13.366 | 80.165 |
| 19   | Asher Hong          | 13.733 | 12.333 | 13.833 | 13.866 | 14.466 | 11.833 | 80.064 |
| 21   | Luka van den Keybus | 13.600 | 9.666  | 12.900 | 14.500 | 14.200 | 13.500 | 78.366 |
| 20   | Thierno Diallo      | 13.366 | 13.300 | 13.000 | 14.133 | 13.833 | 12.300 | 79.932 |
| 22   | Ahmet Önder         | 13.800 | 9.933  | 13.133 | 14.533 | 12.866 | 14.066 | 78.331 |
| 23   | Lee Jun-ho          | 13.466 | 11.933 | 13.166 | 14.100 | 11.733 | 13.566 | 77.964 |
| 24   | Khabibullo Ergashev | 12.800 | 13.500 | 12.266 | 13.866 | 13.166 | 11.733 | 77.331 |

### Solo
| Pos. | Ginasta         | Nota D | Nota E | Pen.  | Total  |
| ---- | --------------- | ------ | ------ | ----- | ------ |
| 1    | Artem Dolgopyat | 6.400  | 8.466  |       | 14.866 |
| 2    | Kazuki Minami   | 6.500  | 8.166  |       | 14.666 |
| 3    | Milad Karimi    | 6.300  | 8.300  |       | 14.600 |
| 4    | Carlos Yulo     | 6.300  | 8.200  |       | 14.500 |
| 5    | Felix Dolci     | 6.000  | 8.400  |       | 14.400 |
| 6    | Harry Hepworth  | 6.400  | 8.166  | -0.20 | 14.333 |
| 7    | Daiki Hashimoto | 6.000  | 8.333  | -0.10 | 14.233 |
| 8    | Fred Richard    | 6.000  | 7.200  |       | 13.200 |

### Cavalo com alças
| Pos. | Ginasta            | Nota D | Nota E | Pen. | Total  |
| ---- | ------------------ | ------ | ------ | ---- | ------ |
| 1    | Rhys McClenaghan   | 6.400  | 8.700  |      | 15.100 |
| 2    | Khoi Young         | 6.500  | 8.466  |      | 14.966 |
| 3    | Ahmad Abu Al-Soud  | 6.400  | 8.233  |      | 14.633 |
| 4    | Harutyun Merdinyan | 6.000  | 8.600  |      | 14.600 |
| 5    | Max Whitlock       | 6.900  | 7.400  |      | 14.300 |
| 6    | Kenta Chiba        | 6.100  | 8.100  |      | 14.200 |
| 7    | Nils Dunkel        | 6.200  | 7.566  |      | 13.766 |
| 8    | Lee Chih Kai       | 6.500  | 7.000  |      | 13.500 |

### Argolas
| Pos. | Ginasta                | Nota D | Nota E | Pen. | Total  |
| ---- | ---------------------- | ------ | ------ | ---- | ------ |
| 1    | Liu Yang               | 6.400  | 8.833  |      | 15.233 |
| 2    | Eleftherios Petrounias | 6.300  | 8.766  |      | 15.066 |
| 3    | You Hao                | 6.700  | 8.133  |      | 14.833 |
| 4    | Vahagn Davtyan         | 6.000  | 8.700  |      | 14.700 |
| 5    | Nikita Simonov         | 6.200  | 8.466  |      | 14.666 |
| 6    | Vinzenz Höck           | 6.100  | 8.466  |      | 14.566 |
| 7    | Artur Avetisyan        | 5.900  | 8.533  |      | 14.433 |
| 8    | Harry Hepworth         | 5.800  | 8.300  |      | 14.100 |

### Salto
| Pos. | Ginasta         | Salto 1 | Salto 1 | Salto 1 | Salto 1 | Salto 2 | Salto 2 | Salto 2 | Salto 2 | Total  |
| Pos. | Ginasta         | Nota D  | Nota E  | Pen.    | Pont. 1 | Nota D  | Nota E  | Pen.    | Pont. 2 | Total  |
| ---- | --------------- | ------- | ------- | ------- | ------- | ------- | ------- | ------- | ------- | ------ |
| 1    | Jake Jarman     | 6.000   | 9.400   |         | 15.400  | 5.600   | 9.100   |         | 14.700  | 15.050 |
| 2    | Khoi Young      | 5.600   | 9.433   |         | 15.033  | 5.400   | 9.266   |         | 14.666  | 14.849 |
| 3    | Nazar Chepurnyi | 5.600   | 9.233   |         | 14.833  | 5.600   | 9.200   | -0.10   | 14.700  | 14.766 |
| 4    | Igor Radivilov  | 5.600   | 9.300   |         | 14.900  | 5.600   | 9.000   |         | 14.600  | 14.750 |
| 5    | Paul Juda       | 5.600   | 9.100   | -0.10   | 14.600  | 5.200   | 9.300   |         | 14.500  | 14.550 |
| 6    | Artur Davtyan   | 5.600   | 8.666   | -0.30   | 13.966  | 5.600   | 9.533   |         | 15.133  | 14.549 |
| 7    | Harry Hepworth  | 5.600   | 9.033   | -0.10   | 14.533  | 5.600   | 9.033   | -0.30   | 14.333  | 14.433 |
| 8    | Kevin Penev     | 5.200   | 8.966   |         | 14.166  | 5.200   | 9.300   | -0.30   | 14.200  | 14.183 |

### Barras paralelas
| Pos. | Ginasta          | Nota D | Nota E | Pen. | Total  |
| ---- | ---------------- | ------ | ------ | ---- | ------ |
| 1    | Lukas Dauser     | 6.600  | 8.800  |      | 15.400 |
| 2    | Shi Cong         | 6.300  | 8.766  |      | 15.066 |
| 3    | Kaito Sugimoto   | 6.300  | 8.700  |      | 15.000 |
| 4    | Kazuma Kaya      | 6.300  | 8.433  |      | 14.733 |
| 5    | Ilia Kovtun      | 6.400  | 8.233  |      | 14.633 |
| 6    | Asher Hong       | 6.400  | 8.466  |      | 14.466 |
| 7    | Matteo Levantesi | 6.400  | 7.466  |      | 13.866 |
| 8    | Yul Moldauer     | 6.300  | 6.833  |      | 13.133 |

### Barra fixa
| Pos. | Ginasta             | Nota D | Nota E | Pen. | Total  |
| ---- | ------------------- | ------ | ------ | ---- | ------ |
| 1    | Daiki Hashimoto     | 6.700  | 8.533  |      | 15.233 |
| 2    | Tin Srbić           | 6.100  | 8.600  |      | 14.700 |
| 3    | Su Weide            | 5.900  | 8.600  |      | 14.500 |
| 4    | Milad Karimi        | 6.300  | 8.133  |      | 14.433 |
| 5    | Paul Juda           | 5.400  | 8.700  |      | 14.100 |
| 6    | Arthur Nory Mariano | 6.200  | 7.333  |      | 13.533 |
| 7    | Kenta Chiba         | 5.400  | 7.300  |      | 12.700 |
| 8    | Félix Dolci         | 5.000  | 6.100  |      | 11.100 |

## Resultados femininos

### Equipes
| Pos. | Equipe                      |            |            |            |            | Total   |
| ---- | --------------------------- | ---------- | ---------- | ---------- | ---------- | ------- |
| 1    | Estados Unidos              | 42.966 (1) | 43.265 (1) | 39.600 (6) | 41.898 (2) | 167.729 |
| 1    | Simone Biles                | 14.800     | 14.466     | 14.300     | 15.166     | 167.729 |
| 1    | Skye Blakely                |            | 14.166     |            |            | 167.729 |
| 1    | Shilese Jones               | 14.100     | 14.633     | 13.600     | 13.566     | 167.729 |
| 1    | Joscelyn Roberson           |            |            |            |            | 167.729 |
| 1    | Leanne Wong                 | 14.066     |            | 11.700     | 13.166     | 167.729 |
| 2    | Brasil                      | 42.666 (2) | 41.299 (5) | 39.399 (8) | 42.166 (1) | 165.530 |
| 2    | Rebeca Andrade              | 14.900     | 14.400     | 13.133     | 14.666     | 165.530 |
| 2    | Jade Barbosa                | 13.933     |            |            |            | 165.530 |
| 2    | Lorrane Oliveira            |            | 13.166     |            |            | 165.530 |
| 2    | Flávia Saraiva              | 13.833     | 13.733     | 14.066     | 13.900     | 165.530 |
| 2    | Júlia Soares                |            |            | 12.200     | 13.600     | 165.530 |
| 3    | França                      | 41.966 (3) | 41.399 (3) | 41.066 (2) | 39.633 (5) | 164.064 |
| 3    | Marine Boyer                | 13.266     | 12.866     | 13.733     | 12.633     | 164.064 |
| 3    | Lorette Charpy              |            | 14.133     |            |            | 164.064 |
| 3    | Mélanie de Jesus dos Santos | 14.400     | 14.400     | 14.000     | 13.700     | 164.064 |
| 3    | Coline Devillard            | 14.300     |            |            |            | 164.064 |
| 3    | Morgane Osyssek-Reimer      |            |            | 13.333     | 13.300     | 164.064 |
| 4    | China                       | 39.099 (8) | 43.032 (2) | 41.732 (1) | 39.299 (6) | 163.162 |
| 4    | Huang Zhuofan               |            | 14.533     |            |            | 163.162 |
| 4    | Ou Yushan                   |            | 13.766     | 13.933     | 12.066     | 163.162 |
| 4    | Qiu Qiyuan                  | 13.100     | 14.733     |            | 13.400     | 163.162 |
| 4    | Zhang Qingying              | 13.166     |            | 13.266     |            | 163.162 |
| 4    | Zhou Yaqin                  | 12.833     |            | 14.533     | 13.833     | 163.162 |
| 5    | Itália                      | 41.632 (4) | 40.633 (6) | 40.666 (4) | 40.066 (4) | 162.997 |
| 5    | Angela Andreoli             |            |            | 13.033     |            | 162.997 |
| 5    | Arianna Belardelli          | 13.766     |            |            | 13.133     | 162.997 |
| 5    | Alice D'Amato               | 14.166     | 13.200     |            | 13.300     | 162.997 |
| 5    | Manila Esposito             | 13.700     | 13.400     | 14.133     | 13.633     | 162.997 |
| 5    | Elisa Iorio                 |            | 14.033     | 13.500     |            | 162.997 |
| 6    | Grã-Bretanha                | 41.166 (5) | 39.633 (7) | 39.666 (5) | 41.399 (3) | 161.864 |
| 6    | Ondine Achampong            | 14.166     |            | 13.933     |            | 161.864 |
| 6    | Ruby Evans                  | 14.000     |            |            | 13.233     | 161.864 |
| 6    | Georgia-Mae Fenton          |            | 12.400     | 12.200     |            | 161.864 |
| 6    | Jessica Gadirova            | 13.000     | 13.700     | 13.533     | 14.533     | 161.864 |
| 6    | Alice Kinsella              |            | 13.533     |            | 13.633     | 161.864 |
| 7    | Países Baixos               | 40.166 (6) | 41.332 (4) | 39.532 (7) | 38.533 (7) | 159.563 |
| 7    | Eythora Thorsdottir         | 13.700     | 13.266     | 13.633     | 13.300     | 159.563 |
| 7    | Vera van Pol                | 13.400     |            |            | 12.900     | 159.563 |
| 7    | Sanna Veerman               | 13.066     | 13.833     |            |            | 159.563 |
| 7    | Naomi Visser                |            | 14.233     | 12.966     | 12.333     | 159.563 |
| 7    | Sanne Wevers                |            |            | 12.933     |            | 159.563 |
| 8    | Japão                       | 39.500 (7) | 39.999 (8) | 40.765 (3) | 37.832 (8) | 157.496 |
| 8    | Urara Ashikawa              |            |            | 13.766     |            | 157.496 |
| 8    | Kokoro Fukasawa             |            | 13.333     |            |            | 157.496 |
| 8    | Chiaki Hatakeda             | 11.800     | 12.866     |            | 12.866     | 157.496 |
| 8    | Rina Kishi                  | 13.900     |            | 13.433     | 12.833     | 157.496 |
| 8    | Shoko Miyata                | 13.800     | 13.200     | 13.566     | 12.133     | 157.496 |

### Individual geral
| Pos. | Ginasta                     |        |        |        |        | Total  |
| ---- | --------------------------- | ------ | ------ | ------ | ------ | ------ |
| 1    | Simone Biles                | 15.100 | 14.333 | 14.433 | 14.533 | 58.399 |
| 2    | Rebeca Andrade              | 14.700 | 14.500 | 13.500 | 14.066 | 56.766 |
| 3    | Shilese Jones               | 14.233 | 14.633 | 14.066 | 13.400 | 56.332 |
| 4    | Qiu Qiyuan                  | 13.200 | 14.700 | 13.733 | 13.166 | 54.799 |
| 5    | Alice D'Amato               | 13.933 | 14.666 | 13.166 | 12.500 | 54.265 |
| 6    | Eythora Thorsdottir         | 13.833 | 13.433 | 13.566 | 13.266 | 54.098 |
| 7    | Alice Kinsella              | 13.766 | 13.600 | 13.433 | 13.233 | 54.032 |
| 8    | Kaylia Nemour               | 12.766 | 15.200 | 13.300 | 12.700 | 53.966 |
| 9    | Manila Esposito             | 13.766 | 14.166 | 12.866 | 13.100 | 53.898 |
| 10   | Mélanie de Jesus dos Santos | 14.066 | 12.500 | 13.466 | 13.833 | 53.865 |
| 11   | Kishi Rina                  | 13.800 | 12.966 | 13.533 | 12.900 | 53.199 |
| 12   | Naomi Visser                | 13.133 | 14.266 | 12.200 | 13.533 | 53.132 |
| 13   | Ondine Achampong            | 14.133 | 12.533 | 13.600 | 12.700 | 52.966 |
| 14   | Morgane Osyssek-Reimer      | 13.200 | 13.100 | 13.366 | 13.133 | 52.799 |
| 15   | Flávia Saraiva              | 13.833 | 12.633 | 14.033 | 12.200 | 52.699 |
| 16   | Ellie Black                 | 14.000 | 12.133 | 12.933 | 12.900 | 51.966 |
| 17   | Hatakeda Chiaki             | 12.966 | 13.166 | 13.133 | 12.600 | 51.865 |
| 18   | Alexa Moreno                | 13.966 | 12.966 | 12.600 | 12.233 | 51.765 |
| 19   | Lee Yun-seo                 | 12.733 | 13.766 | 12.333 | 12.900 | 51.732 |
| 20   | Georgia Godwin              | 13.600 | 13.500 | 12.266 | 12.333 | 51.699 |
| 21   | Filipa Martins              | 12.866 | 13.433 | 12.566 | 12.733 | 51.598 |
| 22   | Sarah Voss                  | 13.400 | 10.900 | 13.166 | 13.333 | 50.799 |
| 23   | Ana Bărbosu                 | 13.366 | 11.666 | 13.533 | 11.600 | 50.165 |
| 24   | Pauline Schäfer             | 12.733 | 12.933 | 13.566 | 10.700 | 49.932 |

### Salto
| Pos. | Ginasta          | Salto 1 | Salto 1 | Salto 1 | Salto 1 | Salto 2 | Salto 2 | Salto 2 | Salto 2 | Total  |
| Pos. | Ginasta          | Nota D  | Nota E  | Pen.    | Pont. 1 | Nota D  | Nota E  | Pen.    | Pont. 2 | Total  |
| ---- | ---------------- | ------- | ------- | ------- | ------- | ------- | ------- | ------- | ------- | ------ |
| 1    | Rebeca Andrade   | 5.600   | 9.400   |         | 15.000  | 5.000   | 9.500   |         | 14.500  | 14.750 |
| 2    | Simone Biles     | 6.400   | 8.533   | -0.50   | 14.433  | 5.600   | 9.066   |         | 14.666  | 14.549 |
| 3    | Yeo Seo-jeong    | 5.400   | 9.200   |         | 14.600  | 5.000   | 9.233   |         | 14.233  | 14.416 |
| 4    | Alexa Moreno     | 5.400   | 8.900   |         | 14.300  | 5.200   | 8.833   |         | 14.033  | 14.166 |
| 5    | Ellie Black      | 5.000   | 9.000   |         | 14.000  | 4.800   | 9.066   |         | 13.866  | 13.933 |
| 6    | Shoko Miyata     | 5.000   | 9.066   |         | 14.066  | 4.800   | 8.933   |         | 13.733  | 13.899 |
| 7    | Leanne Wong      | 5.000   | 9.100   |         | 14.100  | 4.200   | 8.733   | -0.10   | 12.833  | 13.466 |
| 8    | Csenge Bácskay   | 4.600   | 8.800   |         | 13.400  | 4.400   | 8.733   |         | 13.133  | 13.266 |
| 9    | Coline Devillard | 5.400   | 7.800   |         | 13.200  | 4.200   | 8.966   |         | 13.166  | 13.183 |

- Joscelyn Roberson retirou-se e foi substituída pela primeira reserva  Ellie Black.
- Jessica Gadirova retirou-se e foi substituída pela terceira reserva  Csenge Bácskay.
- Leanne Wong foi adicionado à lista de largada como a nona competidora após entrar com recurso à FIG sobre a regra de duas por país, após a inclusão de Bácskay na final.

### Barras assimétricas
| Pos.              | Ginasta        | Nota D | Nota E | Pen. | Total  |
| ----------------- | -------------- | ------ | ------ | ---- | ------ |
| Medalha de ouro   | Qiu Qiyuan     | 6.700  | 8.400  |      | 15.100 |
| Medalha de prata  | Kaylia Nemour  | 6.700  | 8.333  |      | 15.033 |
| Medalha de bronze | Shilese Jones  | 6.300  | 8.466  |      | 14.766 |
| 4                 | Huang Zhuofan  | 6.500  | 8.266  |      | 14.766 |
| 5                 | Simone Biles   | 6.000  | 8.200  |      | 14.200 |
| 6                 | Sanna Veerman  | 6.200  | 8.000  |      | 14.200 |
| 7                 | Naomi Visser   | 6.000  | 8.166  |      | 14.166 |
| 8                 | Ellie Black    | 5.700  | 8.100  |      | 13.800 |
| 9                 | Lorette Charpy | 6.100  | 6.833  |      | 12.933 |

### Trave
| Pos.              | Ginasta         | Nota D | Nota E | Pen. | Total  |
| ----------------- | --------------- | ------ | ------ | ---- | ------ |
| Medalha de ouro   | Simone Biles    | 6.500  | 8.300  |      | 14.800 |
| Medalha de prata  | Zhou Yaqin      | 6.500  | 8.200  |      | 14.700 |
| Medalha de bronze | Rebeca Andrade  | 6.000  | 8.300  |      | 14.300 |
| 4                 | Sanne Wevers    | 5.900  | 8.200  |      | 14.100 |
| 5                 | Urara Ashikawa  | 5.900  | 8.166  |      | 14.100 |
| 6                 | Zhang Qingying  | 6.200  | 6.900  |      | 13.100 |
| 7                 | Shilese Jones   | 5.600  | 7.333  |      | 12.933 |
| 8                 | Pauline Schäfer | 5.400  | 7.500  | -0.1 | 12.800 |

### Solo
| Pos.              | Ginasta               | Nota D | Nota E | Pen.   | Total  |
| ----------------- | --------------------- | ------ | ------ | ------ | ------ |
| Medalha de ouro   | Simone Biles          | 6.700  | 8.033  | -0.100 | 14.633 |
| Medalha de prata  | Rebeca Andrade        | 6.100  | 8.400  |        | 14.500 |
| Medalha de bronze | Flavia Saraiva        | 5.600  | 8.366  |        | 13.966 |
| 4                 | Sabrina Maneca-Voinea | 6.000  | 7.766  |        | 13.766 |
| 5                 | Shilese Jones         | 5.500  | 8.166  |        | 13.666 |
| 6                 | Naomi Visser          | 5.600  | 8.000  | -0.300 | 13.300 |
| 7                 | Zhou Yaqin            | 5.400  | 7.900  |        | 13.300 |
| 8                 | Alice Kinsella        | 4.900  | 7.766  |        | 12.666 |

## Qualificatória

### Masculino

#### Equipes
| Pos. | Equipe              |             |             |             |             |             |             | Total   | Notas |
| ---- | ------------------- | ----------- | ----------- | ----------- | ----------- | ----------- | ----------- | ------- | ----- |
| 1    | Japão               | 43.166 (1)  | 42.099 (3)  | 41.666 (5)  | 42.965 (7)  | 44.666 (1)  | 43.666 (1)  | 258.228 | Q     |
| 1    | Kenta Chiba         | 13.900      | 14.700      | 13.666      | 14.333      | 14.700      | 14.500      | 258.228 | Q     |
| 1    | Daiki Hashimoto     | 14.500      | 13.266      | 13.700      | 14.366      | 14.600      | 15.000      | 258.228 | Q     |
| 1    | Kazuma Kaya         | 14.100      | 14.066      | 14.200      | 14.266      | 14.800      | 14.166      | 258.228 | Q     |
| 1    | Kazuki Minami       | 14.566      |             |             | 14.033      |             |             | 258.228 | Q     |
| 1    | Kaito Sugimoto      |             | 13.333      | 13.766      |             | 15.166      | 13.866      | 258.228 | Q     |
| 2    | Estados Unidos      | 43.133 (2)  | 42.366 (2)  | 41.699 (3)  | 44.432 (1)  | 44.399 (2)  | 38.599 (20) | 254.628 | Q     |
| 2    | Asher Hong          | 14.300      | 13.100      | 13.966      | 14.766      | 14.833      | 12.200      | 254.628 | Q     |
| 2    | Paul Juda           | 13.933      |             | 13.733      | 14.866      |             | 14.166      | 254.628 | Q     |
| 2    | Yul Moldauer        | 14.233      | 12.666      | 14.000      |             | 14.966      |             | 254.628 | Q     |
| 2    | Fred Richard        | 14.600      | 14.200      | 13.400      | 14.533      | 14.600      | 12.233      | 254.628 | Q     |
| 2    | Khoi Young          |             | 15.066      |             | 14.800      | 14.533      | 11.933      | 254.628 | Q     |
| 3    | Grã-Bretanha        | 42.832 (4)  | 43.199 (1)  | 42.499 (2)  | 41.966 (18) | 43.165 (7)  | 40.532 (9)  | 254.193 | Q     |
| 3    | James Hall          | 13.966      | 14.033      | 13.833      | 13.500      | 14.466      | 13.833      | 254.193 | Q     |
| 3    | Harry Hepworth      | 14.500      |             | 14.366      | 14.466      |             |             | 254.193 | Q     |
| 3    | Jake Jarman         | 14.366      | 13.900      | 13.233      | 14.000      | 14.566      | 13.966      | 254.193 | Q     |
| 3    | Courtney Tulloch    | 12.133      | DNS         | 14.300      | 13.233      | 12.200      | DNS         | 254.193 | Q     |
| 3    | Max Whitlock        |             | 15.266      |             |             | 14.133      | 12.733      | 254.193 | Q     |
| 4    | Canadá              | 42.033 (8)  | 40.232 (10) | 41.699 (3)  | 42.165 (17) | 41.799 (11) | 41.332 (3)  | 249.260 | Q     |
| 4    | Zachary Clay        | 13.100      | 13.666      | 13.033      | 13.466      | 12.166      | 13.066      | 249.260 | Q     |
| 4    | René Cournoyer      | 13.500      | 12.933      | 13.666      | 14.233      | 13.800      | 13.866      | 249.260 | Q     |
| 4    | Félix Dolci         | 14.500      |             | 13.900      | 14.466      | 14.233      | 14.133      | 249.260 | Q     |
| 4    | William Emard       | 14.033      | 12.666      | 14.133      | 9.500       | 13.766      | 13.333      | 249.260 | Q     |
| 4    | Jayson Rampersad    |             | 13.633      |             |             |             |             | 249.260 | Q     |
| 5    | Alemanha            | 40.333 (19) | 41.133 (5)  | 40.466 (9)  | 42.365 (14) | 43.666 (3)  | 40.899 (6)  | 248.862 | Q     |
| 5    | Pascal Brendel      | 14.000      | 13.300      | 13.200      | 12.833      | 12.800      | 13.933      | 248.862 | Q     |
| 5    | Lukas Dauser        | 13.433      | 13.233      | 12.966      | 13.866      | 15.300      | 13.566      | 248.862 | Q     |
| 5    | Nils Dunkel         |             | 14.600      | 13.533      |             | 14.133      | 12.500      | 248.862 | Q     |
| 5    | Nick Klessing       | 12.233      |             | 13.733      | 14.433      |             |             | 248.862 | Q     |
| 5    | Lucas Kochan        | 12.900      | 13.100      |             | 14.066      | 14.233      | 13.400      | 248.862 | Q     |
| 6    | Itália              | 41.633 (11) | 39.900 (13) | 40.166 (11) | 43.732 (3)  | 42.999 (8)  | 40.366 (12) | 248.796 | Q     |
| 6    | Yumin Abbadini      | 13.533      | 13.500      | 13.500      | 13.966      | 14.000      | 14.033      | 248.796 | Q     |
| 6    | Nicola Bartolini    | 14.400      | 12.933      |             | 14.666      |             |             | 248.796 | Q     |
| 6    | Lorenzo Minh Casali | 13.600      | 13.200      | 13.566      | 14.566      | 14.000      | 13.133      | 248.796 | Q     |
| 6    | Matteo Levantesi    |             |             | 12.333      |             | 14.833      | 12.500      | 248.796 | Q     |
| 6    | Mario Macchiati     | 13.633      | 13.200      | 13.100      | 14.500      | 14.166      | 13.200      | 248.796 | Q     |
| 7    | Suíça               | 42.266 (5)  | 39.632 (14) | 39.965 (15) | 42.998 (6)  | 42.699 (10) | 40.632 (8)  | 248.192 | Q     |
| 7    | Christian Baumann   |             | 13.500      | 13.666      |             | 14.066      | 13.233      | 248.192 | Q     |
| 7    | Luca Giubellini     | 13.866      | 11.433      | DNS         | 14.366      |             |             | 248.192 | Q     |
| 7    | Florian Langenegger | 14.200      | 13.366      | 12.933      | 14.266      | 13.866      | 13.233      | 248.192 | Q     |
| 7    | Noe Seifert         | 14.200      | 12.766      | 13.366      | 14.066      | 14.333      | 13.733      | 248.192 | Q     |
| 7    | Taha Serhani        | 11.700      |             |             | 14.366      | 14.300      | 13.666      | 248.192 | Q     |
| 8    | China               | 40.833 (15) | 37.466 (20) | 43.633 (1)  | 41.966 (18) | 43.366 (5)  | 40.899 (6)  | 248.163 | Q     |
| 8    | Liu Yang            | 13.033      |             | 15.200      | 13.133      |             |             | 248.163 | Q     |
| 8    | Shi Cong            | DNS         | 13.600      | DNS         | 13.500      | 14.900      | 13.133      | 248.163 | Q     |
| 8    | Su Weide            | 14.200      | 10.900      |             | 14.266      | DNS         | 14.300      | 248.163 | Q     |
| 8    | Sun Wei             | 13.600      | 12.966      | 13.633      | 14.200      | 14.233      | 13.466      | 248.163 | Q     |
| 8    | You Hao             |             | DNS         | 14.800      |             | 14.233      | 10.600      | 248.163 | Q     |
| 9    | Espanha             | 42.965 (3)  | 40.200 (11) | 40.066 (12) | 41.600 (23) | 43.232 (6)  | 39.732 (15) | 247.795 | R1    |
| 9    | Néstor Abad         | 14.166      | 13.100      | 13.600      | 13.200      | 13.800      | 13.033      | 247.795 | R1    |
| 9    | Thierno Diallo      | 13.633      | 13.600      | 13.300      | 14.00       | 14.366      | 11.900      | 247.795 | R1    |
| 9    | Nicolau Mir         | 14.333      | 12.766      |             | 13.100      | 14.433      | 13.633      | 247.795 | R1    |
| 9    | Joel Plata          |             | 13.500      | 13.033      |             | 14.433      | 13.066      | 247.795 | R1    |
| 9    | Rayderley Zapata    | 14.466      |             | 13.166      | 14.400      |             |             | 247.795 | R1    |
| 10   | Turquia             | 42.232 (6)  | 39.432 (15) | 41.332 (6)  | 42.732 (9)  | 41.465 (14) | 40.499 (10) | 247.692 | R2    |
| 10   | Ferhat Arıcan       |             | 13.600      |             | 13.866      | 13.766      | 12.733      | 247.692 | R2    |
| 10   | Adem Asil           | 13.800      | 12.866      | 14.166      | 14.566      | 13.866      | 13.366      | 247.692 | R2    |
| 10   | Emre Dodanli        | 14.166      |             | 12.666      | 14.000      | 13.833      | 13.533      | 247.692 | R2    |
| 10   | Mehmet Ayberk Kosak | 13.766      | 11.300      | 13.766      |             |             |             | 247.692 | R2    |
| 10   | Ahmet Önder         | 14.266      | 12.966      | 13.400      | 14.166      | 12.766      | 13.600      | 247.692 | R2    |
| 11   | Países Baixos       | 40.566 (18) | 40.699 (8)  | 40.233 (10) | 42.632 (11) | 40.766 (18) | 41.132 (4)  | 246.028 | R3    |
| 11   | Loran de Munck      |             | 14.466      | 13.000      |             | 12.666      |             | 246.028 | R3    |
| 11   | Bart Deurloo        | 11.266      |             | 13.300      | 14.100      |             | 14.100      | 246.028 | R3    |
| 11   | Jermain Grünberg    | 13.733      | 10.500      | 12.933      | 13.700      | 14.500      | 13.666      | 246.028 | R3    |
| 11   | Jordi Hagenaar      | 13.300      | 13.100      |             | 14.166      | 12.333      | 13.366      | 246.028 | R3    |
| 11   | Casimir Schmidt     | 13.533      | 13.133      | 13.933      | 14.366      | 13.600      | 13.266      | 246.028 | R3    |
| 12   | Ucrânia             | 39.899 (21) | 40.799 (6)  | 40.065 (13) | 44.065 (2)  | 43.533 (4)  | 37.100 (22) | 245.461 | R4    |
| 12   | Nazar Chepurnyi     | 12.266      | 12.633      | 12.966      | 14.966      | 11.600      | 12.700      | 245.461 | R4    |
| 12   | Illia Kovtun        | 13.133      | 14.366      | 13.133      | 14.266      | 15.233      | 11.800      | 245.461 | R4    |
| 12   | Igor Radivilov      |             |             | 13.966      | 14.833      |             |             | 245.461 | R4    |
| 12   | Radomyr Stelmakh    | 13.233      | 13.800      |             |             | 13.500      | 10.933      | 245.461 | R4    |
| 12   | Oleg Verniaiev      | 13.533      | 12.000      | 12.866      | 13.366      | 14.800      | 12.600      | 245.461 | R4    |

#### Individual geral
| Pos. | Ginasta             |        |        |        |        |        |        | Total  | Notas |
| ---- | ------------------- | ------ | ------ | ------ | ------ | ------ | ------ | ------ | ----- |
| 1    | Kenta Chiba         | 13.900 | 14.700 | 13.666 | 14.333 | 14.700 | 14.500 | 85.799 | Q     |
| 2    | Kazuma Kaya         | 14.100 | 14.066 | 14.200 | 14.266 | 14.800 | 14.166 | 85.598 | Q     |
| 3    | Daiki Hashimoto     | 14.500 | 13.266 | 13.700 | 14.366 | 14.600 | 15.000 | 85.432 | –     |
| 4    | Jake Jarman         | 14.366 | 13.900 | 13.233 | 14.000 | 14.566 | 13.966 | 84.031 | Q     |
| 5    | James Hall          | 13.966 | 14.033 | 13.833 | 13.500 | 14.466 | 13.833 | 83.631 | Q     |
| 6    | Fred Richard        | 14.600 | 14.200 | 13.400 | 14.533 | 14.600 | 12.233 | 83.566 | Q     |
| 7    | Milad Karimi        | 14.500 | 12.200 | 13.166 | 14.566 | 14.200 | 14.600 | 83.232 | Q     |
| 8    | Asher Hong          | 14.300 | 13.100 | 13.966 | 14.766 | 14.833 | 12.200 | 83.165 | Q     |
| 9    | Artem Dolgopyat     | 15.100 | 13.500 | 12.833 | 14.400 | 13.866 | 13.300 | 82.999 | Q     |
| 10   | Adem Asil           | 13.800 | 12.866 | 14.166 | 14.566 | 13.866 | 13.366 | 82.630 | Q     |
| 11   | Yumin Abbadini      | 13.533 | 13.500 | 13.500 | 13.966 | 14.000 | 14.033 | 82.532 | Q     |
| 12   | Noe Seifert         | 14.200 | 12.766 | 13.366 | 14.066 | 14.333 | 13.733 | 82.464 | Q     |
| 13   | Lukas Dauser        | 13.433 | 13.233 | 12.966 | 13.866 | 15.300 | 13.566 | 82.364 | Q     |
| 14   | Sun Wei             | 13.600 | 12.966 | 13.633 | 14.200 | 14.233 | 13.466 | 82.098 | Q     |
| 15   | Lorenzo Minh Casali | 13.600 | 13.200 | 13.566 | 14.566 | 14.000 | 13.133 | 82.065 | Q     |
| 16   | Artur Davtyan       | 13.233 | 13.833 | 13.833 | 15.033 | 13.200 | 12.900 | 82.032 | Q     |
| 17   | René Cournoyer      | 13.500 | 12.933 | 13.666 | 14.233 | 13.800 | 13.866 | 81.998 | Q     |
| 18   | Krisztofer Mészáros | 14.200 | 13.500 | 13.700 | 14.133 | 14.200 | 12.200 | 81.933 | Q     |
| 19   | Illia Kovtun        | 13.133 | 14.366 | 13.133 | 14.266 | 15.233 | 11.800 | 81.931 | Q     |
| 20   | Florian Langenegger | 14.200 | 13.366 | 12.933 | 14.266 | 13.866 | 13.233 | 81.864 | Q     |
| 21   | Casimir Schmidt     | 13.533 | 13.133 | 13.933 | 14.366 | 13.600 | 13.266 | 81.831 | Q     |
| 22   | Mario Macchiati     | 13.633 | 13.200 | 13.100 | 14.500 | 14.166 | 13.200 | 81.799 | –     |
| 23   | Lee Jun-ho          | 13.633 | 12.666 | 13.566 | 14.300 | 14.000 | 13.500 | 81.665 | Q     |
| 24   | Ilia Liubimov       | 13.633 | 13.900 | 12.466 | 14.033 | 13.933 | 13.433 | 81.398 | Q     |
| 25   | Ahmet Önder         | 14.266 | 12.966 | 13.400 | 14.166 | 12.766 | 13.600 | 81.164 | Q     |
| 26   | Diogo Soares        | 12.866 | 13.766 | 13.000 | 14.033 | 14.233 | 13.166 | 81.064 | Q     |
| 27   | Nestor Abad         | 14.166 | 13.100 | 13.600 | 13.200 | 13.800 | 13.033 | 80.899 | R1    |
| 28   | Thierno Diallo      | 13.633 | 13.600 | 13.300 | 14.000 | 14.366 | 11.900 | 80.799 | R2    |
| 29   | Luka van den Keybus | 13.933 | 12.066 | 12.800 | 14.400 | 14.366 | 13.233 | 80.798 | R3    |
| 30   | Andrei Muntean      | 13.633 | 11.666 | 13.500 | 14.500 | 14.400 | 12.966 | 80.665 | R4    |

#### Solo
| Pos. | Ginasta           | Nota D | Nota E | Pen. | Total  | Qual. |
| ---- | ----------------- | ------ | ------ | ---- | ------ | ----- |
| 1    | Artem Dolgopyat   | 6.400  | 8.800  | -0.1 | 15.100 | Q     |
| 2    | Frederick Richard | 6.000  | 8.600  |      | 14.600 | Q     |
| 3    | Carlos Yulo       | 6.300  | 8.400  | -0.1 | 14.600 | Q     |
| 4    | Kazuki Minami     | 6.200  | 8.366  |      | 14.566 | Q     |
| 5    | Félix Dolci       | 6.000  | 8.600  | -0.1 | 14.500 | Q     |
| 6    | Daiki Hashimoto   | 6.000  | 8.500  |      | 14.500 | Q     |
| 7    | Milad Karimi      | 6.300  | 8.300  | -0.1 | 14.500 | Q     |
| 8    | Harry Hepworth    | 6.400  | 8.200  | -0.1 | 14.500 | Q     |
| 9    | Rayderley Zapata  | 6.200  | 8.266  |      | 14.466 | R1    |
| 10   | Nicola Bartolini  | 5.900  | 8.500  |      | 14.400 | R2    |
| 11   | Jake Jarman       | 6.700  | 7.866  | -0.2 | 14.366 | R3    |

#### Cavalo com alças
| Pos. | Ginasta            | Nota D | Nota E | Pen. | Total  | Qual. |
| ---- | ------------------ | ------ | ------ | ---- | ------ | ----- |
| 1    | Max Whitlock       | 6.800  | 8.466  |      | 15.266 | Q     |
| 2    | Khoi Young         | 6.600  | 8.466  |      | 15.066 | Q     |
| 3    | Rhys McClenaghan   | 6.400  | 8.533  |      | 14.933 | Q     |
| 4    | Ahmad Abu Al-Soud  | 6.400  | 8.500  |      | 14.900 | Q     |
| 5    | Lee Chih-kai       | 6.200  | 8.600  |      | 14.800 | Q     |
| 6    | Kenta Chiba        | 6.100  | 8.600  |      | 14.700 | Q     |
| 7    | Harutyun Merdinyan | 6.000  | 8.600  |      | 14.600 | Q     |
| 8    | Nils Dunkel        | 6.200  | 8.400  |      | 14.600 | Q     |
| 9    | Gagik Khachikyan   | 6.500  | 8.100  |      | 14.600 | R1    |
| 10   | Loran de Munck     | 6.500  | 7.966  |      | 14.466 | R2    |
| 11   | Vedant Sawant      | 6.100  | 8.300  |      | 14.400 | R3    |

#### Argolas
| Pos. | Ginasta                | Nota D | Nota E | Pen. | Total  | Qual. |
| ---- | ---------------------- | ------ | ------ | ---- | ------ | ----- |
| 1    | Liu Yang               | 6.400  | 8.800  |      | 15.200 | Q     |
| 2    | Eleftherios Petrounias | 6.300  | 8.600  |      | 14.900 | Q     |
| 3    | You Hao                | 6.500  | 8.300  |      | 14.800 | Q     |
| 4    | Nikita Simonov         | 6.200  | 8.466  |      | 14.666 | Q     |
| 5    | Vinzenz Hoeck          | 6.100  | 8.500  |      | 14.600 | Q     |
| 6    | Artur Avetisyan        | 5.900  | 8.533  |      | 14.433 | Q     |
| 6    | Vahagn Davtyan         | 5.900  | 8.533  |      | 14.433 | Q     |
| 8    | Harry Hepworth         | 5.800  | 8.566  |      | 14.366 | Q     |
| 9    | Courtney Tulloch       | 6.200  | 8.100  |      | 14.300 | R1    |
| 10   | Kazuma Kaya            | 5.800  | 8.400  |      | 14.200 | R2    |
| 11   | Lin Guan-Yi            | 5.900  | 8.266  |      | 14.166 | R3    |

#### Salto
| Pos. | Ginasta             | Salto 1 | Salto 1 | Salto 1 | Salto 1 | Salto 2 | Salto 2 | Salto 2 | Salto 2 | Total  | Notas |
| Pos. | Ginasta             | Nota D  | Nota E  | Pen.    | Pont. 1 | Nota D  | Nota E  | Pen.    | Pont. 2 | Total  | Notas |
| ---- | ------------------- | ------- | ------- | ------- | ------- | ------- | ------- | ------- | ------- | ------ | ----- |
| 1    | Artur Davtyan       | 5.600   | 9.433   |         | 15.033  | 5.600   | 9.433   |         | 15.033  | 15.033 | Q     |
| 2    | Igor Radivilov      | 5.600   | 9.233   |         | 14.833  | 5.600   | 9.100   |         | 14.700  | 14.766 | Q     |
| 3    | Nazar Chepurnyi     | 5.600   | 9.366   |         | 14.966  | 5.600   | 8.900   |         | 14.500  | 14.733 | Q     |
| 4    | Harry Hepworth      | 5.600   | 8.966   | -0.10   | 14.466  | 5.600   | 9.366   |         | 14.966  | 14.716 | Q     |
| 5    | Paul Juda           | 5.600   | 9.266   |         | 14.866  | 5.200   | 9.266   |         | 14.466  | 14.583 | Q     |
| 6    | Khoi Young          | 5.600   | 9.300   | -0.10   | 14.800  | 5.400   | 8.966   |         | 14.366  | 14.583 | Q     |
| 7    | Asher Hong          | 6.000   | 8.866   | -0.10   | 14.766  | 5.200   | 9.066   |         | 14.266  | 14.516 | –     |
| 8    | Jake Jarman         | 6.000   | 8.000   |         | 14.000  | 5.600   | 9.333   |         | 14.933  | 14.466 | Q     |
| 9    | Kevin Penev         | 5.200   | 9.133   |         | 14.333  | 5.200   | 9.366   |         | 14.566  | 14.449 | Q     |
| 10   | Audrys Nin Reyes    | 5.200   | 9.033   |         | 14.233  | 5.600   | 9.000   |         | 14.600  | 14.416 | R1    |
| 11   | Abdulaziz Mirvaliev | 5.600   | 8.933   |         | 14.533  | 5.600   | 8.633   |         | 14.233  | 14.383 | R2    |
| 12   | Kazuki Minami       | 5.600   | 8.433   |         | 14.033  | 5.200   | 9.500   |         | 14.700  | 14.366 | R3    |

#### Barras paralelas
| Pos. | Ginasta           | Nota D | Nota E | Pen. | Total  | Qual. |
| ---- | ----------------- | ------ | ------ | ---- | ------ | ----- |
| 1    | Lukas Dauser      | 6.600  | 8.700  |      | 15.300 | Q     |
| 2    | Illia Kovtun      | 6.700  | 8.533  |      | 15.233 | Q     |
| 3    | Kaito Sugimoto    | 6.300  | 8.866  |      | 15.166 | Q     |
| 4    | Yul Moldauer      | 6.600  | 8.366  |      | 14.966 | Q     |
| 5    | Shi Cong          | 6.300  | 8.600  |      | 14.900 | Q     |
| 6    | Asher Hong        | 6.000  | 8.833  |      | 14.833 | Q     |
| 7    | Matteo Levantesi  | 6.200  | 8.633  |      | 14.833 | Q     |
| 8    | Kazuma Kaya       | 6.300  | 8.500  |      | 14.800 | Q     |
| 9    | Oleg Verniaiev    | 6.600  | 8.200  |      | 14.800 | R1    |
| 10   | Kenta Chiba       | 6.100  | 8.600  |      | 14.700 | –     |
| 11   | Carlos Yulo       | 6.200  | 8.466  |      | 14.666 | R2    |
| 12   | Frederick Richard | 6.000  | 8.600  |      | 14.600 | –     |
| 13   | Daiki Hashimoto   | 6.100  | 8.500  |      | 14.600 | –     |
| 14   | Jake Jarman       | 5.900  | 8.666  |      | 14.566 | R3    |

#### Barra fixa
| Pos. | Ginasta             | Nota D | Nota E | Pen. | Total  | Qual. |
| ---- | ------------------- | ------ | ------ | ---- | ------ | ----- |
| 1    | Daiki Hashimoto     | 6.600  | 8.400  |      | 15.000 | Q     |
| 2    | Milad Karimi        | 6.300  | 8.300  |      | 14.600 | Q     |
| 3    | Kenta Chiba         | 5.700  | 8.800  |      | 14.500 | Q     |
| 4    | Tin Srbić           | 5.900  | 8.533  |      | 14.433 | Q     |
| 5    | Su Weide            | 6.000  | 8.300  |      | 14.300 | Q     |
| 6    | Paul Juda           | 5.400  | 8.766  |      | 14.166 | Q     |
| 7    | Kazuma Kaya         | 5.900  | 8.266  |      | 14.166 | –     |
| 8    | Félix Dolci         | 5.700  | 8.433  |      | 14.133 | Q     |
| 9    | Arthur Nory Mariano | 5.800  | 8.333  |      | 14.133 | Q     |
| 10   | Bart Deurloo        | 5.800  | 8.300  |      | 14.100 | R1    |
| 11   | Yumin Abbadini      | 5.900  | 8.133  |      | 14.033 | R2    |
| 12   | Jake Jarman         | 5.500  | 8.466  |      | 13.966 | R3    |

### Feminino

#### Equipes
| Pos. | Equipe                      |             |             |             |             | Total   | Notas |
| ---- | --------------------------- | ----------- | ----------- | ----------- | ----------- | ------- | ----- |
| 1    | Estados Unidos              | 43.998 (1)  | 43.366 (2)  | 41.965 (2)  | 42.066 (1)  | 171.395 | Q     |
| 1    | Simone Biles                | 15.266      | 14.400      | 14.566      | 14.633      | 171.395 | Q     |
| 1    | Skye Blakely                |             | 14.133      | 11.866      |             | 171.395 | Q     |
| 1    | Shilese Jones               | 14.266      | 14.833      | 14.033      | 13.800      | 171.395 | Q     |
| 1    | Joscelyn Roberson           | 14.466      |             |             | 13.633      | 171.395 | Q     |
| 1    | Leanne Wong                 | 14.166      | 13.666      | 13.366      | 13.200      | 171.395 | Q     |
| 2    | Grã-Bretanha                | 42.900 (2)  | 41.332 (5)  | 40.699 (3)  | 41.199 (2)  | 166.130 | Q     |
| 2    | Ondine Achampong            | 14.300      | 12.733      | 13.433      | 12.866      | 166.130 | Q     |
| 2    | Ruby Evans                  | 13.066      |             |             | 13.166      | 166.130 | Q     |
| 2    | Georgia-Mae Fenton          |             | 14.033      | 13.266      |             | 166.130 | Q     |
| 2    | Jessica Gadirova            | 14.600      | 13.766      | 14.000      | 14.400      | 166.130 | Q     |
| 2    | Alice Kinsella              | 14.000      | 13.533      | 12.133      | 13.633      | 166.130 | Q     |
| 3    | China                       | 39.499 (14) | 43.533 (1)  | 42.666 (1)  | 39.965 (5)  | 165.663 | Q     |
| 3    | Huang Zhuofan               |             | 14.533      |             |             | 165.663 | Q     |
| 3    | Ou Yushan                   | 13.100      | 14.100      | 14.066      | 13.366      | 165.663 | Q     |
| 3    | Qiu Qiyuan                  | 13.133      | 14.900      | 13.800      | 12.833      | 165.663 | Q     |
| 3    | Zhang Qingying              | 13.266      | 11.066      | 14.100      | DNS         | 165.663 | Q     |
| 3    | Zhou Yaqin                  | 12.933      |             | 14.500      | 13.766      | 165.663 | Q     |
| 4    | Brasil                      | 42.599 (3)  | 40.232 (7)  | 40.400 (4)  | 41.066 (3)  | 164.297 | Q     |
| 4    | Rebeca Andrade              | 14.900      | 13.866      | 13.800      | 14.033      | 164.297 | Q     |
| 4    | Jade Barbosa                | 13.833      | 12.766      | 12.400      | 12.833      | 164.297 | Q     |
| 4    | Lorrane Oliveira            |             | 12.033      |             |             | 164.297 | Q     |
| 4    | Flávia Saraiva              | 13.866      | 13.600      | 13.400      | 13.833      | 164.297 | Q     |
| 4    | Júlia Soares                | 12.866      |             | 13.200      | 13.200      | 164.297 | Q     |
| 5    | Itália                      | 41.599 (7)  | 40.099 (8)  | 40.266 (5)  | 40.266 (4)  | 162.230 | Q     |
| 5    | Angela Andreoli             |             | 12.666      | 13.200      |             | 162.230 | Q     |
| 5    | Arianna Belardelli          | 13.833      |             |             | 13.266      | 162.230 | Q     |
| 5    | Alice D'Amato               | 14.000      | 13.033      | 12.533      | 13.400      | 162.230 | Q     |
| 5    | Manila Esposito             | 13.766      | 13.666      | 13.666      | 13.600      | 162.230 | Q     |
| 5    | Elisa Iorio                 | 13.233      | 13.400      | 13.400      | 12.933      | 162.230 | Q     |
| 6    | Países Baixos               | 40.800 (9)  | 41.632 (3)  | 39.066 (10) | 39.699 (6)  | 161.197 | Q     |
| 6    | Eythora Thorsdottir         | 13.900      | 13.266      | 12.133      | 12.900      | 161.197 | Q     |
| 6    | Vera van Pol                | 13.600      | 13.066      | 10.866      | 13.066      | 161.197 | Q     |
| 6    | Sanna Veerman               | 13.300      | 14.200      |             | 12.333      | 161.197 | Q     |
| 6    | Naomi Visser                | 13.233      | 14.166      | 13.200      | 13.733      | 161.197 | Q     |
| 6    | Sanne Wevers                |             |             | 13.733      |             | 161.197 | Q     |
| 7    | França                      | 42.132 (4)  | 40.899 (6)  | 39.166 (9)  | 38.733 (9)  | 160.930 | Q     |
| 7    | Marine Boyer                | 13.366      | 12.700      | 13.400      | 12.000      | 160.930 | Q     |
| 7    | Lorette Charpy              |             | 14.133      | 12.400      |             | 160.930 | Q     |
| 7    | Mélanie de Jesus dos Santos | 14.366      | 14.066      | 12.733      | 13.300      | 160.930 | Q     |
| 7    | Coline Devillard            | 14.400      |             |             | 11.900      | 160.930 | Q     |
| 7    | Morgane Osyssek-Reimer      | 13.333      | 12.033      | 13.033      | 13.433      | 160.930 | Q     |
| 8    | Japão                       | 41.600 (6)  | 38.465 (15) | 39.866 (6)  | 38.566 (11) | 158.497 | Q     |
| 8    | Urara Ashikawa              |             |             | 14.000      |             | 158.497 | Q     |
| 8    | Kokoro Fukasawa             | 13.466      | 12.033      |             | 12.633      | 158.497 | Q     |
| 8    | Hatakeda Chiaki             | 13.500      | 12.933      | 13.166      | 12.600      | 158.497 | Q     |
| 8    | Kishi Rina                  | 14.000      | 12.166      | 12.700      | 13.333      | 158.497 | Q     |
| 8    | Shoko Miyata                | 14.100      | 13.366      | 11.900      | 12.366      | 158.497 | Q     |
| 9    | Austrália                   | 38.899 (23) | 41.399 (4)  | 39.333 (8)  | 38.265 (13) | 157.896 | R1    |
| 9    | Georgia Godwin              | 13.633      | 13.666      | 13.133      | 12.766      | 157.896 | R1    |
| 9    | Kate McDonald               |             | 13.900      | 12.066      |             | 157.896 | R1    |
| 9    | Ruby Pass                   | 11.900      | 13.833      | 12.600      | 12.733      | 157.896 | R1    |
| 9    | Breanna Scott               | 13.100      |             | 13.600      | 12.633      | 157.896 | R1    |
| 9    | Emily Whitehead             | 12.166      | 12.800      |             | 12.766      | 157.896 | R1    |
| 10   | Roménia                     | 40.099 (12) | 39.132 (12) | 38.965 (11) | 39.599 (7)  | 157.795 | R2    |
| 10   | Ana Bărbosu                 | 13.500      | 13.366      | 12.866      | 13.200      | 157.795 | R2    |
| 10   | Lilia Cosman                | 13.633      | 13.033      |             | 12.733      | 157.795 | R2    |
| 10   | Amalia Ghigoarta            |             | 12.600      | 12.433      |             | 157.795 | R2    |
| 10   | Sabrina Voinea              | DNS         |             | 13.666      | 13.666      | 157.795 | R2    |
| 10   | Andreea Preda               | 12.966      | 12.733      | 11.966      | 12.300      | 157.795 | R2    |
| 11   | Coreia do Sul               | 41.533 (8)  | 39.899 (10) | 37.632 (14) | 38.233 (14) | 157.297 | R3    |
| 11   | Eom Do-hyun                 |             | 13.133      | 11.733      |             | 157.297 | R3    |
| 11   | Lee Yun-seo                 | 13.300      | 13.633      | 12.766      | 13.000      | 157.297 | R3    |
| 11   | Lee Da-yeong                | 13.266      | 13.133      |             | 12.533      | 157.297 | R3    |
| 11   | Shin Sol-yi                 | 13.500      | 12.800      | 11.800      | 12.500      | 157.297 | R3    |
| 11   | Yeo Seo-jeong               | 14.733      |             | 13.066      | 12.700      | 157.297 | R3    |
| 12   | Canadá                      | 40.665 (11) | 40.066 (9)  | 37.699 (13) | 38.799 (8)  | 157.229 | R4    |
| 12   | Ellie Black                 | 13.966      | 14.133      | 13.566      | 13.400      | 157.229 | R4    |
| 12   | Cassie Lee                  | 13.100      |             | 9.700       | 12.666      | 157.229 | R4    |
| 12   | Ava Stewart                 | 13.466      | 12.800      |             | 12.733      | 157.229 | R4    |
| 12   | Aurélie Tran                | 13.233      | 13.133      | 11.933      | 12.600      | 157.229 | R4    |
| 12   | Rose-Kaying Woo             |             | 12.166      | 12.200      |             | 157.229 | R4    |

#### Individual geral
| Pos. | Ginasta                     |        |        |        |        | Total  | Notas |
| ---- | --------------------------- | ------ | ------ | ------ | ------ | ------ | ----- |
| 1    | Simone Biles                | 15.266 | 14.400 | 14.566 | 14.633 | 58.865 | Q     |
| 2    | Shilese Jones               | 14.266 | 14.833 | 14.033 | 13.800 | 56.932 | Q     |
| 3    | Jessica Gadirova            | 14.600 | 13.766 | 14.000 | 14.400 | 56.766 | Q     |
| 4    | Rebeca Andrade              | 14.900 | 13.866 | 13.800 | 14.033 | 56.599 | Q     |
| 5    | Ellie Black                 | 13.966 | 14.133 | 13.566 | 13.400 | 55.065 | Q     |
| 6    | Flávia Saraiva              | 13.866 | 13.600 | 13.400 | 13.833 | 54.699 | Q     |
| 7    | Manila Esposito             | 13.766 | 13.666 | 13.666 | 13.600 | 54.698 | Q     |
| 8    | Qiu Qiyuan                  | 13.133 | 14.900 | 13.800 | 12.833 | 54.666 | Q     |
| 9    | Ou Yushan                   | 13.100 | 14.100 | 14.066 | 13.366 | 54.632 | Q     |
| 10   | Mélanie de Jesus dos Santos | 14.366 | 14.066 | 12.733 | 13.300 | 54.465 | Q     |
| 11   | Leanne Wong                 | 14.166 | 13.666 | 13.366 | 13.200 | 54.398 | –     |
| 12   | Naomi Visser                | 13.233 | 14.166 | 13.200 | 13.733 | 54.332 | Q     |
| 13   | Kaylia Nemour               | 13.000 | 14.733 | 13.266 | 12.700 | 53.699 | Q     |
| 14   | Ondine Achampong            | 14.300 | 12.733 | 13.433 | 12.866 | 53.332 | Q     |
| 15   | Alice Kinsella              | 14.000 | 13.533 | 12.133 | 13.633 | 53.299 | –     |
| 16   | Georgia Godwin              | 13.633 | 13.666 | 13.133 | 12.766 | 53.198 | Q     |
| 17   | Alice D'Amato               | 14.000 | 13.033 | 12.533 | 13.400 | 52.966 | Q     |
| 18   | Elisa Iorio                 | 13.233 | 13.400 | 13.400 | 12.933 | 52.966 | –     |
| 19   | Ana Bărbosu                 | 13.500 | 13.366 | 12.866 | 13.200 | 52.932 | Q     |
| 20   | Pauline Schäfer             | 12.966 | 12.966 | 14.066 | 12.733 | 52.731 | Q     |
| 21   | Lee Yun-seo                 | 13.300 | 13.633 | 12.766 | 13.000 | 52.699 | Q     |
| 22   | Alexa Moreno                | 14.566 | 12.466 | 12.266 | 13.033 | 52.331 | Q     |
| 23   | Sarah Voss                  | 13.433 | 12.733 | 12.866 | 13.200 | 52.232 | Q     |
| 24   | Eythora Thorsdottir         | 13.900 | 13.266 | 12.133 | 12.900 | 52.199 | Q     |
| 25   | Kishi Rina                  | 14.000 | 12.166 | 12.700 | 13.333 | 52.199 | Q     |
| 26   | Hatakeda Chiaki             | 13.500 | 12.933 | 13.166 | 12.600 | 52.199 | Q     |
| 27   | Filipa Martins              | 13.166 | 13.333 | 12.633 | 12.833 | 51.965 | Q     |
| 28   | Morgane Osyssek-Reimer      | 13.333 | 12.033 | 13.033 | 13.433 | 51.832 | R1    |
| 29   | Jade Barbosa                | 13.833 | 12.766 | 12.400 | 12.833 | 51.832 | –     |
| 30   | Shoko Miyata                | 14.100 | 13.366 | 11.900 | 12.366 | 51.732 | –     |
| 31   | Marine Boyer                | 13.366 | 12.700 | 13.400 | 12.000 | 51.466 | –     |
| 32   | Aleah Finnegan              | 13.400 | 12.433 | 12.700 | 12.833 | 51.366 | R2    |
| 33   | Bettina Lili Czifra         | 13.633 | 12.733 | 12.866 | 12.133 | 51.365 | R3    |
| 34   | Zója Székely                | 13.033 | 13.866 | 12.166 | 12.200 | 51.265 | R4    |

#### Salto
| Pos. | Ginasta           | Salto 1 | Salto 1 | Salto 1 | Salto 1 | Salto 2 | Salto 2 | Salto 2 | Salto 2 | Total  | Notas |
| Pos. | Ginasta           | Nota D  | Nota E  | Pen.    | Pont. 1 | Nota D  | Nota E  | Pen.    | Pont. 2 | Total  | Notas |
| ---- | ----------------- | ------- | ------- | ------- | ------- | ------- | ------- | ------- | ------- | ------ | ----- |
| 1    | Simone Biles      | 6.400   | 9.366   | -0.50   | 15.266  | 5.600   | 9.033   |         | 14.633  | 14.949 | Q     |
| 2    | Rebeca Andrade    | 5.600   | 9.300   |         | 14.900  | 5.000   | 9.366   |         | 14.366  | 14.633 | Q     |
| 3    | Yeo Seo-jeong     | 5.400   | 9.333   |         | 14.733  | 5.000   | 9.300   |         | 14.300  | 14.516 | Q     |
| 4    | Jessica Gadirova  | 5.600   | 9.100   | -0.10   | 14.600  | 5.000   | 9.233   |         | 14.233  | 14.416 | Q     |
| 5    | Alexa Moreno      | 5.400   | 9.166   |         | 14.566  | 5.200   | 8.833   | -0.30   | 13.733  | 14.149 | Q     |
| 6    | Joscelyn Roberson | 5.600   | 8.866   |         | 14.466  | 5.000   | 8.733   | -0.10   | 13.633  | 14.049 | Q     |
| 7    | Shoko Miyata      | 5.000   | 9.100   |         | 14.100  | 4.800   | 8.900   |         | 13.700  | 13.900 | Q     |
| 8    | Coline Devillard  | 5.400   | 9.000   |         | 14.400  | 4.200   | 8.966   |         | 13.166  | 13.783 | Q     |
| 9    | Ellie Black       | 5.000   | 8.966   |         | 13.966  | 4.800   | 8.766   |         | 13.566  | 13.766 | R1    |
| 10   | Leanne Wong       | 5.000   | 9.166   |         | 14.166  | 4.200   | 8.900   |         | 13.100  | 13.633 | –     |
| 11   | Csenge Bácskay    | 5.000   | 8.800   |         | 13.800  | 4.400   | 8.800   |         | 13.200  | 13.500 | R2    |
| 12   | Ahtziri Sandoval  | 5.200   | 8.733   |         | 13.933  | 4.000   | 8.666   |         | 12.666  | 13.299 | R3    |

#### Barras assimétricas
| Pos. | Ginasta                     | Nota D | Nota E | Pen. | Total  | Qual. |
| ---- | --------------------------- | ------ | ------ | ---- | ------ | ----- |
| 1    | Qiu Qiyuan                  | 6.500  | 8.400  |      | 14.900 | Q     |
| 2    | Shilese Jones               | 6.400  | 8.433  |      | 14.833 | Q     |
| 3    | Kaylia Nemour               | 6.800  | 7.933  |      | 14.733 | Q     |
| 4    | Huang Zhuofan               | 6.500  | 8.033  |      | 14.533 | Q     |
| 5    | Simone Biles                | 6.000  | 8.400  |      | 14.400 | Q     |
| 6    | Sanna Veerman               | 6.300  | 7.900  |      | 14.200 | Q     |
| 7    | Naomi Visser                | 6.000  | 8.166  |      | 14.166 | Q     |
| 8    | Skye Blakely                | 5.900  | 8.233  |      | 14.133 | –     |
| 9    | Ellie Black                 | 6.000  | 8.133  |      | 14.133 | Q     |
| 9    | Lorette Charpy              | 6.000  | 8.133  |      | 14.133 | Q     |
| 11   | Ou Yushan                   | 5.800  | 8.300  |      | 14.100 | –     |
| 12   | Mélanie de Jesus dos Santos | 6.100  | 7.966  |      | 14.066 | R1    |
| 13   | Georgia-Mae Fenton          | 6.000  | 8.033  |      | 14.033 | R2    |
| 14   | Kate McDonald               | 5.700  | 8.200  |      | 13.900 | R3    |

#### Trave
| Pos. | Ginasta          | Nota D | Nota E | Pen. | Total  | Qual. |
| ---- | ---------------- | ------ | ------ | ---- | ------ | ----- |
| 1    | Simone Biles     | 6.300  | 8.266  |      | 14.566 | Q     |
| 2    | Zhou Yaqin       | 6.400  | 8.100  |      | 14.500 | Q     |
| 3    | Zhang Qingying   | 6.300  | 7.800  |      | 14.100 | Q     |
| 4    | Pauline Schäfer  | 5.800  | 8.266  |      | 14.066 | Q     |
| 5    | Ou Yushan        | 6.300  | 7.766  |      | 14.066 | –     |
| 6    | Shilese Jones    | 5.900  | 8.133  |      | 14.033 | Q     |
| 7    | Jessica Gadirova | 5.800  | 8.200  |      | 14.000 | Q     |
| 8    | Urara Ashikawa   | 5.900  | 8.100  |      | 14.000 | Q     |
| 9    | Rebeca Andrade   | 5.900  | 7.900  |      | 13.800 | Q     |
| 10   | Qiu Qiyuan       | 6.200  | 7.600  |      | 13.800 | –     |
| 11   | Sanne Wevers     | 5.300  | 8.433  |      | 13.733 | R1    |
| 12   | Manila Esposito  | 5.500  | 8.166  |      | 13.666 | R2    |
| 13   | Sabrina Voinea   | 6.200  | 7.466  |      | 13.666 | R3    |

#### Solo
| Pos. | Ginasta                | Nota D | Nota E | Pen.  | Total  | Qual. |
| ---- | ---------------------- | ------ | ------ | ----- | ------ | ----- |
| 1    | Simone Biles           | 6.700  | 7.933  |       | 14.633 | Q     |
| 2    | Jessica Gadirova       | 6.200  | 8.200  |       | 14.400 | Q     |
| 3    | Rebeca Andrade         | 6.100  | 7.933  |       | 14.033 | Q     |
| 4    | Flávia Saraiva         | 5.700  | 8.133  |       | 13.833 | Q     |
| 5    | Shilese Jones          | 5.700  | 8.100  |       | 13.800 | Q     |
| 6    | Zhou Yaqin             | 5.600  | 8.166  |       | 13.766 | Q     |
| 7    | Naomi Visser           | 5.800  | 7.933  |       | 13.733 | Q     |
| 8    | Sabrina Voinea         | 6.000  | 7.666  |       | 13.666 | Q     |
| 9    | Alice Kinsella         | 5.600  | 8.033  |       | 13.633 | R1    |
| 10   | Joscelyn Roberson      | 6.200  | 7.433  |       | 13.633 | –     |
| 11   | Manila Esposito        | 5.600  | 8.100  | -0.10 | 13.600 | R2    |
| 12   | Morgane Osyssek-Reimer | 5.500  | 7.933  | –0.3  | 13.433 | R3    |

## Nações participantes
- África do Sul
- Albânia
- Alemanha
- Andorra
- Argélia
- Argentina
- Armênia
- Austrália
- Áustria
- Azerbaijão
- Barbados
- Bélgica (Anfitrião)
- Brasil
- Bulgária
- Canadá
- Cazaquistão
- Chile
- China
- Chipre
- Colômbia
- Croácia
- Cuba
- Coreia do Sul
- Dinamarca
- Egito
- Equador
- Eslováquia
- Eslovênia
- Espanha
- Estados Unidos
- Filipinas
- Finlândia
- França
- Grã-Bretanha
- Grécia
- Haiti
- Hong Kong
- Hungria
- Ilhas Caimã
- Indonésia
- Irlanda
- Islândia
- Israel
- Itália
- Japão
- Jordânia
- Letônia
- Lituânia
- Luxemburgo
- Malásia
- Malta
- Marrocos
- México
- Mônaco
- Mongólia
- Nova Zelândia
- Noruega
- Países Baixos
- Panamá
- Peru
- Polónia
- Porto Rico
- Portugal
- República Dominicana
- República Tcheca
- Romênia
- San Marino
- Sérvia
- Singapura
- Sri Lanka
- Suécia
- Suíça
- Taipé Chinesa
- Turquia
- Ucrânia
- Uzbequistão
- Vietnã